# Episodi speciali di Doctor Who (serie televisiva 2005)
Gli episodi speciali della seconda serie di Doctor Who (2005-2022) vengono prodotti, sin dal 2005, al fine di riempire il vuoto tra una stagione e quella successiva. Si tratta di episodi della normale durata di una puntata (circa 60 minuti) o mini-episodi pubblicati solitamente sul web.
In Italia vengono trasmessi unicamente gli episodi speciali dalla durata di 60 minuti.
Jimmy ha trasmesso gli speciali dal 24 dicembre 2006 al 12 ottobre 2008, interrompendosi con Il viaggio dei dannati; in chiaro sono stati trasmessi dal 29 gennaio 2011 al 24 febbraio 2019 su Rai4. Lo speciale natalizio del 2015 I mariti di River Song è stato per la prima volta pubblicato su Netflix prima del passaggio televisivo, il 15 aprile 2016. Dal 2023 vengono pubblicati su Disney+ come nel resto del mondo in contemporanea con il Regno Unito, saltando però quattro episodi speciali trasmessi nel frattempo.

## Episodi di 60 minuti
Gli episodi speciali di 60 minuti vengono trasmessi durante alcune festività o in occasione di ricorrenze particolari su BBC One:
- Il 25 dicembre di ogni anno viene trasmesso un episodio speciale a tema natalizio: L'invasione di Natale, La sposa perfetta, Il viaggio dei dannati, Un altro Dottore, La fine del tempo (prima parte), Un canto di Natale, Il Dottore, la vedova e l'armadio, I pupazzi di neve, Il tempo del Dottore, L'ultimo Natale, I mariti di River Song, Il ritorno del dottor Mysterio, C'era due volte e The Church on Ruby Road.
- Tra il 2008 e il 2010 sono stati trasmessi cinque episodi speciali, che narrano l'uscita di scena del Decimo Dottore, collocandosi tra la quarta e la quinta stagione della nuova serie: Un altro Dottore[1], Il pianeta dei morti, L'acqua di Marte, La fine del tempo (prima parte)[1] e La fine del tempo (seconda parte).
- Il giorno del Dottore, episodio speciale per i 50 anni dalla nascita della serie, è stato trasmesso in contemporanea il 23 novembre 2013 in 94 paesi nel mondo, in televisione e nei cinema, entrando nel Guinness dei primati.[2]
- Il 1º gennaio 2019, 2021 e 2022 è stato trasmesso un episodio speciale di capodanno: Propositi, Revolution of Daleks e Eve of Daleks.
- Nel 2022 sono stati trasmessi tre episodi speciali, che narrano l'uscita di scena del Tredicesimo Dottore: Eve of Daleks[3], Legend of the Sea Devils e The Power of the Doctor. Quest'ultimo celebra anche il centesimo anniversario della BBC.

## Mini-episodi
I mini-episodi, dalla durata di pochi minuti, vengono presentati solitamente come prologhi agli episodi della serie e pubblicati sul web o, comunque, al di fuori della normale programmazione televisiva:
- Per la serata di beneficenza Children in Need, in onda ogni anno sulla BBC, sono stati prodotti i mini-episodi Born Again (2005), Time Crash (2007), The Great Detective e Vastra Investigates (2012). Per l'edizione del 2011 è stato invece mandato in onda uno sketch in cui Matt Smith (nei panni del Dottore) parla rivolto alla telecamera. I mini-episodi Space e Time sono stati invece presentati alla serata di beneficenza Comic Relief del 2011.
- Nei cofanetti DVD della quinta, sesta e settima stagione sono invece contenuti gli episodi Meanwhile in the TARDIS, Night and the Doctor, The Inforarium, P.S., Rain Gods e Clara and the TARDIS.
- Durante la seconda, sesta, settima e nona stagione sono stati pubblicati su vari siti web numerosi mini-episodi, che facevano da prologo ad alcuni episodi della stagione: la serie dei Tardisodes per la seconda stagione, The Impossible Astronaut prequel, The Curse of the Black Spot, A Good Man Goes to War prequel, Let's Kill Hitler prequel e The Wedding of River Song prequel per la sesta stagione, Asylum of the Daleks Prequel, The Making of the Gunslinger, The Bells of Saint John - A Prequel, She Said, He Said e Clarence and the Whispermen per la settima stagione, Prologue e The Doctor's Meditation per la nona stagione, e The Doctor, The Widow and the Wardrobe Prequel, The Battle of Demon's Run - Two Days Later, La notte del Dottore e L'ultimo giorno per gli episodi speciali della settima stagione.
- Il mini-episodio Attack of the Graske è un mini-episodio interattivo registrato dal punto di vista dello spettatore, che impersona un compagno di viaggio del Dottore.
- Il mini-episodio Music of the Spheres è stato trasmesso in occasione del Doctor Who Prom del 2008, ed è composto sia da parti pre-registrate, che da parti riprese direttamente all'evento, in cui intervengono direttamente gli spettatori.

## Cronologia degli episodi
| Titolo originale                                                                                               | Titolo italiano                   | Prima TV UK                | Prima TV Italia            |
| Tra la 1ª e la 2ª stagione                                                                                     | Tra la 1ª e la 2ª stagione        | Tra la 1ª e la 2ª stagione | Tra la 1ª e la 2ª stagione |
| --- | --------------------------------- | -------------------------- | -------------------------- |
| Born Again |                                   | 18 novembre 2005           |                            |
| The Christmas Invasion                                                                                         | L'invasione di Natale             | 25 dicembre 2005           | 24 dicembre 2006           |
| Attack of the Graske                                                                                           |                                   | 25 dicembre 2005           |                            |
| Durante la 2ª stagione                                                                                         |                                   |                            |                            |
| Tardisodes |                                   | 1º aprile - 1º luglio 2006 |                            |
| Tra la 2ªe la 3ª stagione                                                                                      |                                   |                            |                            |
| The Runaway Bride                                                                                              | La sposa perfetta                 | 25 dicembre 2006           | 6 luglio 2008              |
| Tra la 3ª e la 4ª stagione                                                                                     |                                   |                            |                            |
| Time Crash |                                   | 16 novembre 2007           |                            |
| Voyage of the Damned                                                                                           | Il viaggio dei dannati            | 25 dicembre 2007           | 12 ottobre 2008            |
| Tra la 4ª e la 5ª stagione                                                                                     |                                   |                            |                            |
| Music of the Spheres                                                                                           |                                   | 27 luglio 2008             |                            |
| The Next Doctor                                                                                                | Un altro Dottore                  | 25 dicembre 2008           | 19 marzo 2011              |
| Planet of the Dead                                                                                             | Il pianeta dei morti              | 11 aprile 2009             | 21 marzo 2011              |
| The Waters of Mars                                                                                             | L'acqua di Marte                  | 15 novembre 2009           | 22 marzo 2011              |
| The End of Time: Part One                                                                                      | La fine del tempo (prima parte)   | 25 dicembre 2009           | 23 marzo 2011              |
| The End of Time: Part Two                                                                                      | La fine del tempo (seconda parte) | 1º gennaio 2010            | 24 marzo 2011              |
| Durante la 5ª stagione                                                                                         |                                   |                            |                            |
| Meanwhile in the TARDIS (il primo dopo l'episodio L'undicesima ora, il secondo dopo l'episodio Carne e pietra) |                                   | DVD                        |                            |
| Tra la 5ª e la 6ª stagione                                                                                     |                                   |                            |                            |
| A Christmas Carol                                                                                              | Un canto di Natale                | 25 dicembre 2010           | 9 aprile 2011              |
| Space |                                   | 18 marzo 2011              |                            |
| Time |                                   | 18 marzo 2011              |                            |
| Durante la 6ª stagione                                                                                         |                                   |                            |                            |
| The Impossible Astronaut prequel                                                                               |                                   | 25 marzo 2011              |                            |
| The Curse of the Black Spot prequel                                                                            |                                   | 30 aprile 2011             |                            |
| A Good Man Goes to War prequel                                                                                 |                                   | 28 maggio 2011             |                            |
| Let's Kill Hitler prequel                                                                                      |                                   | 15 agosto 2011             |                            |
| The Wedding of River Song prequel                                                                              |                                   | 24 settembre 2011          |                            |
| Night and the Doctor                                                                                           |                                   | DVD                        |                            |
| Tra la 6ª e la 7ª stagione                                                                                     |                                   |                            |                            |
| Death Is the Only Answer                                                                                       |                                   | 1º ottobre 2011            |                            |
| The Doctor, the Widow and the Wardrobe Prequel                                                                 |                                   | 6 dicembre 2011            |                            |
| The Doctor, the Widow and the Wardrobe                                                                         | Il Dottore, la vedova e l'armadio | 25 dicembre 2011           | 23 febbraio 2012           |
| Good As Gold                                                                                                   |                                   | 24 maggio 2012             |                            |
| Pond Life |                                   | 27-31 agosto 2012          |                            |
| Nella prima parte della 7ª stagione                                                                            |                                   |                            |                            |
| Asylum of the Daleks Prequel                                                                                   |                                   | 2 settembre 2012           |                            |
| The Making of the Gunslinger                                                                                   |                                   | 16 settembre 2012          |                            |
| The Inforarium                                                                                                 |                                   | DVD                        |                            |
| P.S. |                                   | DVD                        |                            |
| Tra la prima e la seconda parte della 7ª stagione                                                              |                                   |                            |                            |
| The Great Detective                                                                                            |                                   | 16 novembre 2012           |                            |
| Vastra Investigates                                                                                            |                                   | 17 dicembre 2012           |                            |
| The Battle of Demon's Run - Two Days Later                                                                     |                                   | 25 marzo 2013              |                            |
| The Snowmen | I pupazzi di neve                 | 25 dicembre 2012           | 20 giugno 2013             |
| Nella seconda parte della 7ª stagione                                                                          |                                   |                            |                            |
| The Bells of Saint John - A Prequel                                                                            |                                   | 23 marzo 2013              |                            |
| Rain Gods |                                   | DVD                        |                            |
| Clara and the TARDIS                                                                                           |                                   | DVD                        |                            |
| She Said, He Said                                                                                              |                                   | 11 maggio 2013             |                            |
| Clarence and the Whispermen                                                                                    |                                   | 26 maggio 2013             |                            |
| Tra la 7ª e l'8ª stagione                                                                                      |                                   |                            |                            |
| The Night of The Doctor                                                                                        | La notte del Dottore              | 16 novembre 2013           | DVD                        |
| The Last Day                                                                                                   | L'ultimo giorno                   | 21 novembre 2013           | DVD                        |
| The Day of the Doctor                                                                                          | Il giorno del Dottore             | 23 novembre 2013           | 23 novembre 2013           |
| The Time of the Doctor                                                                                         | Il tempo del Dottore              | 25 dicembre 2013           | 25 dicembre 2014           |
| Tra l'8ª e la 9ª stagione                                                                                      |                                   |                            |                            |
| Last Christmas                                                                                                 | L'ultimo Natale                   | 25 dicembre 2014           | 24 dicembre 2015           |
| Durante la 9ª stagione                                                                                         |                                   |                            |                            |
| Prologue |                                   | 11 settembre 2015          |                            |
| The Doctor's Meditation                                                                                        |                                   | 15 settembre 2015          |                            |
| Tra la 9ª e la 10ª stagione                                                                                    |                                   |                            |                            |
| The Husbands of River Song                                                                                     | I mariti di River Song            | 25 dicembre 2015           | 2 maggio 2016              |
| The Return of Doctor Mysterio                                                                                  | Il ritorno del dottor Mysterio    | 25 dicembre 2016           | 25 dicembre 2017           |
| Tra la 10ª e l'11ª stagione                                                                                    |                                   |                            |                            |
| Twice Upon a Time                                                                                              | C'era due volte                   | 25 dicembre 2017           | 11 febbraio 2018           |
| Tra l'11ª e la 12ª stagione                                                                                    |                                   |                            |                            |
| Resolution | Propositi                         | 1º gennaio 2019            | 24 febbraio 2019           |
| Tra la 12ª e la 13ª stagione                                                                                   |                                   |                            |                            |
| Revolution of the Daleks                                                                                       | inedito                           | 1º gennaio 2021            | inedito                    |
| Dopo la 13ª stagione                                                                                           |                                   |                            |                            |
| Eve of the Daleks                                                                                              | inedito                           | 1º gennaio 2022            | inedito                    |
| Legend of the Sea Devils                                                                                       | inedito                           | 17 aprile 2022             | inedito                    |
| The Power of the Doctor                                                                                        | inedito                           | 23 ottobre 2022            | inedito                    |

## Born Again
- Diretto da: Euros Lyn
- Scritto da: Russell T. Davies
- Tipo di speciale: Mini-episodio (durata: 7 minuti), inserito all'interno della maratona benefica Children in Need del 2005.

### Trama
Rose è atterrita e sconvolta dalla rigenerazione del Dottore appena avvenuta, al punto che non riesce a credere che si tratti della medesima persona. Il Dottore, appena cambiato, riesce a provarle però di ricordare tutto il loro trascorso fin dalla prima frase che si sono scambiati.
Rose è combattuta ma ancora molto restia nel dare confidenza al Dottore, questo spinge il Signore del Tempo ad invertire la rotta del TARDIS e a riportare la giovane compagna a casa.
Ad un tratto però sembra che qualcosa non vada, il Dottore inizia ad avere spasmi e a liberare energia residua del Vortice del Tempo. Rose è terrorizzata mentre il TARDIS accelera verso la Terra della vigilia di Natale pilotato da un Dottore che sembra stare impazzendo.
- Cast: David Tennant (Il Dottore), Billie Piper (Rose Tyler)

## L'invasione di Natale
- Titolo originale: The Christmas Invasion
- Diretto da: James Hawes
- Scritto da: Russell T. Davies
- Tipo di speciale: Speciale natalizio 2005.

### Trama
Un satellite viene spedito nello spazio per un esperimento, ma viene catturato da un'astronave aliena appartenente ai Sycorax, che vogliono tentare la conquista della Terra. Il Primo Ministro, Harriet Jones, tenta di entrare in contatto con il Dottore per avere aiuto, ma quest'ultimo è irreperibile a causa della sua recente rigenerazione che lo ha lasciato senza forze. Rose cerca di guarirlo a casa sua insieme a Jackie, ma, dopo l'attacco di alcuni robot, decide che è meglio rintanarsi nel TARDIS. Lei e Mickey trascinano il Dottore ancora incosciente nel TARDIS, il quale viene però teletrasportato sull'astronave aliena, dove erano entrati anche Harriet Jones e alcuni suoi collaboratori. Lì tentano di convincere i Sycorax a fermarsi, ma essi si fanno beffe di loro, uccidendo alcuni dei collaboratori della Jones. Prima che uccidano anche gli altri il Dottore si risveglia e sfida a duello il capo dei Sycorax. Durante il combattimento l'alieno taglia una mano al Dottore che, essendo ancora in fase di rigenerazione, è eccezionalmente in grado di farne ricrescere una nuova, vincendo così il combattimento e obbligando gli alieni alla rinuncia del pianeta. Ma una volta tornati sulla Terra, Harriet Jones manda l'ordine al Torchwood di distruggere l'astronave con un'arma aliena in loro possesso; il Dottore, vedendo la nave distrutta, si infuria e trova il modo di far perdere alla donna il suo potere.
- Cast: David Tennant (Il Dottore), Billie Piper (Rose Tyler), Camille Coduri (Jackie Tyler), Noel Clarke (Mickey Smith), Penelope Wilton (Harriet Jones), Adam Garcia (Alex), Daniel Evans (Danny Llewellyn), Sean Gilder (Leader dei Sycorax), Anita Briem (Sally Jacobs), Chu Omambala (Maggiore Blake), Sian McDowell (Sandra), Paul Anderson (Jason), Cathy Murphy (madre), Sean Carlsen (poliziotto), Jason Mohammad (annunciatore #1), Sagar Arya (annunciatore #2), Lachele Carl (annunciatrice)

## Attack of the Graske
- Diretto da: Ashley Way
- Scritto da: Gareth Roberts
- Tipo di speciale: Mini-episodio interattivo, pubblicato sul sito web della BBC.

### Trama
L'umanità sta per venire sostituita da dei duplicati alieni. Solo il Dottore ed il suo nuovo compagno di viaggio, nientemeno che lo spettatore stesso, potranno scongiurare questa minaccia.
- Cast: David Tennant (Il Dottore), Lisa Palfrey (mamma), Nicholas Beveney (papà), Mollie Kabia (ragazza), James Harris (ragazzo), Robin Meredith (nonno), Gwenyth Petty (nonna), Roger Nott (uomo anziano), Catherine Olding (donna giovane), Jimmy Vee (Graske), Ben Oliver (monello)

## Tardisodes
- Diretto da: Ashley Way
- Scritto da: Gareth Roberts
- Tipo di speciale: 13 mini-episodi (durata: 60 secondi l'uno), che fanno da prologo ad ognuno degli episodi della seconda stagione.

### Trama
1. Prologo a La vendetta di Cassandra: All'ospedale della Sorellanza di Plenitude, su Nuova Terra, Novizia Hame spiega ai visitatori che l'ospedale non ha mai perso un paziente. Tuttavia, in sottofondo si sentono della urla umane.
2. Prologo a L'impero del lupo: Un meteorite si schianta sulla Terra. Trecento anni dopo, un passante capitato lì vicino sente degli strani ruggiti e, spaventato, inizia a correre. Mentre fugge, si volta indietro, appena in tempo per vedere un lupo mannaro che lo attacca.
3. Prologo a Una vecchia amica: Mickey Smith sta guardando su internet dei siti dedicati agli UFO e telefona a Rose, per dirle di chiamare il Dottore, volendo investigare su degli strani avvenimenti che stanno avvenendo in una scuola lì vicino. L'episodio si conclude dal punto di vista di un Krillitane che sta spiando Mickey.
4. Prologo a Finestre nel tempo: I due piloti della S.S. Pompadour vengono attaccati e uccisi da dei robot a orologeria, che prendono controllo dell'astronave.
5. Prologo a L'ascesa dei Cyberuomini (prima parte). Gemini, l'informatore segreto dei "Predicatori", aggiorna questi ultimi che John Lumic, magnate delle Cybus Industries, sta lavorando ad un misterioso upgrade e che centinaia di persone sono scomparse. Finito il briefing, il computer su cui era proiettato viene chiuso da Ricky Smith, controparte parallela di Mickey. Alla radio, intanto, John Lumic informa la popolazione che "l'upgrade definitivo arriverà presto...".
6. Prologo a L'ascesa dei Cyberuomini (seconda parte): Lumic ordina ai Cyberman di assimilare o distruggere tutti gli umani che incontreranno.
7. Prologo a La trasmittente: Londra, 1953. Nonna Connolly ha appena ricevuto il suo primo televisore, ma, mentre sta osservando su di questo i preparativi per l'incoronazione di Elisabetta II, una forza misteriosa le afferra la faccia, trascinandola dentro di esso.
8. Prologo a L'abisso di Satana (prima parte): Una donna racconta al Capitano Walker di un buco nero chiamato K37 Gem 5, attorno a cui orbita un pianeta. Lei gli chiede di riportare la fonte di energia che mantiene il pianeta in orbita e diventare "l'uomo che ha salvato l'Impero". Alla domanda su come ha scoperto ciò, gli passa un libretto contenente quello che sembra essere una mappa che Walker passa a qualcuno in piedi dietro di lui. La donna assicura Walker che avrà una nave e un equipaggio di prima scelta. Alla fine augura a Walker buona fortuna, e se ne va, passando davanti alla persona a cui il capitano ha consegnato il libretto (un Ood), che sussurra: "E la Bestia sorgerà dal pozzo".
9. Prologo a L'abisso di Satana (seconda parte): Un Ood porta una scatola ad un uomo (Curt), dicendo che all'interno vi sono contenuti gli oggetti del Capitano Walker; l'uomo dice all'Ood di andare e la apre. Dal pacco tira fuori un quaderno, e mentre lo sfoglia, questo emette una luce rossa e i monitor mostrano la scritta: "La Bestia è sveglia e sorgerà dall'abisso". Il quaderno prende fuoco e l'uomo, spaventato, corre verso la porta, che però è sigillata. In seguito, una donna entra nella stanza, dicendo di star sentendo puzza di bruciato, e trova l'uomo accasciato su una sedia con i segni alieni del libro trasferitesi misteriosamente sulla sua faccia...
10. Prologo a Sulle tracce del mito: Una misteriosa figura entra in un sito internet di nome L.I.N.D.A., che raccoglie informazioni sull'identità del Dottore. Dopo che l'uomo ha ottenuto l'indirizzo dell'organizzazione, una cameriera entra nella stanza portando un vassoio; quando nota la figura seduta al computer, sulla sua faccia si dipinge un'espressione di terrore, e viene investita da una luce verde.
11. Prologo a La disegnatrice: Il presentatore di un programma fittizio chiamato Crime Crackers comunica agli spettatori la scomparsa di due bambini in un quartiere londinese. Siccome la polizia brancola nel buio, il presentatore incoraggia chiunque stia guardando la trasmissione a chiamare per dare qualsiasi informazione. Intanto, in una casa vicina, un armadio si apre, rivelando un paio di occhi rossi; una voce rantola: "Sto arrivando..."
12. Prologo a L'esercito dei fantasmi (prima parte): Un giornalista parla alla sua redattrice di una storia così grande che sarebbe stata la storia del secolo: la storia del Torchwood. Lui le passa delle buste contenenti documenti e foto, molti dei quali riguardanti il Dottore. Il giornalista è sicuro che l'origine di Torchwood risalga alla regina Vittoria, fino all'esplosione avvenuta a Natale, ed abbia a che fare con i fantasmi apparsi di recente. La sua redattrice tuttavia gli comunica che ci sono state "complicazioni", e lui viene trascinato via da alcuni uomini. Nel mentre, un altro uomo parla con lei, dicendo che il Torchwood la ringrazia per la cooperazione, e le lascia una nuova versione della prima pagina. Il giornalista viene trascinato via in camicia di forza, mentre esclama: "Non sono pazzo! Torchwood esiste! Conosco la verità sui fantasmi!"
13. Prologo a L'esercito dei fantasmi (seconda parte): Durante un notiziario in diretta, una giornalista informa che il paese è in stato d'emergenza. L'invasione dei Cybermen è iniziata. La giornalista comunica che hanno perso ogni comunicazione e invita i telespettatori a scappare più in fretta che possono. Nello studio cominciano a verificarsi delle esplosioni e la giornalista dice ai propri genitori di fuggire dai Cybermen, prima di nascondersi. Infine, i Dalek irrompono nello studio, sparando all'impazzata e proclamandosi "nuovi padroni della Terra".

- Cast: Episodio 1 Anna Hope (Novizia Hame), Sophie Higgs (paziente), Natalie Cuzmer (infermiera felina), Kim Wyld (infermiera felina) Episodio 2 Alan Dorrington (passante) Episodio 3 Noel Clarke (Mickey Smith) Episodio 4 Liz Armon-Lloyd (pilota femmina), David Martin (pilota maschio) Episodio 5: Noel Clarke (Ricky Smith), Robert Booth (voce di Gemini) Episodio 6: Roger Lloyd Pack (John Lumic), Robert Booth (annunciatore delle Cybus Industries), Paul Kasey (Cyberman), Episodio 7: Margaret John (nonna Connolly), Kevin Hudson (uomo delle consegne), Robert Booth (reporter) Episodio 8 Ri Richards (McMillan), Jason May (capitano Walker), Ruari Mears (Ood) Episodio 9 Kenon Mann (Curt), Alys Thomas (Chenna), Ruari Mears (Ood) Episodio 10 Dean Harris (Victor Kennedy), Olwen Rees (segretaria) Episodio 11 Episodio 12 Shane Zaza (Atif), Nicky Rainsford (redattrice), Dafydd Emyr (uomo in completo) Episodio 13 Adrienne O'Sullivan (annunciatrice), Nicholas Briggs (voce dei Dalek)

## La sposa perfetta
- Titolo originale: The Runaway Bride
- Diretto da: Euros Lyn
- Scritto da: Russell T. Davies
- Tipo di speciale: Speciale natalizio 2006.

### Trama
- Cast: David Tennant (Il Dottore), Catherine Tate (Donna Noble), Sarah Parish (Imperatrice Raknoss), Don Gilet (Lance Bennett), Howard Attfield (Geoff Noble), Jacqueline King (Sylvia Noble), Trevor Georges (Vicar), Rhodri Meilir (Rhodri), Krystal Archer (Nerys), Zafirah Boateng (bambina), Paul Kasey (Babbo Natale robot)

## Time Crash
- Diretto da: Graeme Harper
- Scritto da: Steven Moffat
- Tipo di speciale: Mini-episodio (durata: 8 minuti), inserito all'interno della maratona benefica Children in Need del 2007.

### Trama
Il Dottore, dopo aver lasciato Martha e apprestandosi a ripartire, si ritrova inspiegabilmente faccia a faccia con una sua passata incarnazione, ossia il Quinto Dottore. Insieme dovranno collaborare per sanare il paradosso che si è venuto a creare e che minaccia di creare un buco nero grande quanto il Belgio.
- Cast: David Tennant (Decimo Dottore), Peter Davison (Quinto Dottore)

## Il viaggio dei dannati
- Titolo originale: Voyage of the Damned
- Diretto da: James Strong
- Scritto da: Russell T. Davies
- Tipo di speciale: Speciale natalizio 2007.

### Trama
Il TARDIS si scontra con un'astronave da crociera chiamata "Titanic" che riporta proprio l'aspetto del transatlantico. Aiutato da Copper e da una cameriera del pianeta Sto, di nome Astrid Peth, e da altri passeggeri (tra cui qualche alieno buffo), tra robot impazziti e congiure, il Dottore tenta di evitare che il Titanic si schianti su Buckingham Palace. Il Dottore e Astrid iniziano a fare amicizia, la donna non è soddisfatta della sua vita e il Dottore le propone di diventare la sua nuova compagna di viaggio, e lei accetta. Il Signore del Tempo scopre che dietro al dirottamento c'è di mezzo l'amministratore delegato della compagnia da crociera, Max; infatti la compagnia stava andando in fallimento e il suo consiglio di amministrazione aveva deciso di estrometterlo, quindi sarebbero stati loro a pagare per il disastro e lui ne sarebbe uscito pulito. Il Dottore lo raggiunge nella sala motori, Astrid aiuta l'amico nella lotta e si butta con Max nel motore; i due perdono così la vita. Il Dottore riesce a evitare la catastrofe evitando la collisione con la Terra, ma si sente ancora male per Astrid e il suo sacrificio. Ricordando che la donna morendo aveva al polso un bracciale di emergenza, cerca di ricostruire grazie a esso i suoi atomi per riportarla alla vita, ma il motore nucleare aveva danneggiato troppo la struttura molecolare della donna, che quindi ritorna in vita sotto forma di polvere lucente. Copper fa capire al Dottore che deve lasciarla andare; il Signore del Tempo bacia Astrid un'ultima volta e lascia che la sua entità vaghi per l'universo sotto forma di polvere. Finita la tragica avventura, il Dottore accompagna Copper sulla Terra e si separa da lui.
- Cast; David Tennant (Il Dottore), Kylie Minogue (Astrid Peth), George Costigan (Max Capricorn), Clive Swift (Copper), Gray O'Brien (Rickston Slade), Russell Tovey (cadetto Alonso Frame), Debbie Chazen (Foon Van Hoff), Clive Rowe (Morvin Van Hoff), Jimmy Vee (Bannakaffalatta), Geoffrey Palmer (Capitano Hardaker), Bernard Cribbins (Wilfred Mott), Nicholas Witchell (sé stesso), Paul Kasey (l'Ospite), Jessica Martin (voce della Regina Elisabetta II)

## Music of the Spheres
- Diretto da: Euros Lyn
- Scritto da: Russell T Davies
- Tipo di speciale: Mini-episodio (durata: 7 minuti), realizzato in occasione del Doctor Who Prom 2008.

### Trama
Il Dottore sta componendo l'"Ode all'Universo", una sinfonia basata sulla musica delle sfere. All'improvviso, un Graske si teletrasporta nel TARDIS, avvisando il Dottore dell'apertura di un portale che lo condurrà al Doctor Who Prom alla Royal Albert Hall. Il Dottore rompe la quarta parete, chiedendo ai presenti di aiutarlo. Alla fine, il Dottore riuscirà a comporre la sinfonia e a rispedire il Graske, che voleva rovinare il Prom, dall'altra parte dell'Universo.
- Cast: David Tennant (Il Dottore), Jimmy Vee (Graske), Philip Hurd-Wood (voce del Graske)

## Un altro Dottore
- Titolo originale: The Next Doctor
- Diretto da: Andy Goddard
- Scritto da: Russell T. Davies
- Tipo di speciale: Speciale natalizio 2008.

### Trama
Nella Londra del 1851, a Natale, il Dottore si trova di fronte un uomo che sostiene di essere anch'egli il Dottore. In realtà altro non è che un uomo di nome Jackson Lake che agisce sotto l'influenza delle "infostamp" dei cybermen, inoltre pure lui possiede un TARDIS, che altro non è che una mongolfiera. I cybermen hanno invaso Londra e hanno rapito un gran numero di bambini, gli invasori sono aiutati da Hartigan, una donna che li venera nonostante non sia sotto la loro influenza. Il Dottore scopre che i cybermen hanno rapito il figlio di Jackson, dopo avergli ucciso la moglie, Jackson scoprì dell'esistenza del Dottore attraverso i dati dei cybermen, e per superare il trauma della morte della moglie si era autoconvinto di essere il Dottore, dimenticando chi era veramente, purtroppo alla fine recupera la memoria e si trova costretto ad affrontare il suo dolore. Il Signore del Tempo scopre che i cybermen hanno raggiunto quell'epoca grazie a un teletrasportatore dei Dalek, il Dottore e Jackson vanno a salvare i bambini che si trovano nel quartier generale dei cybermen, infatti li sfruttano per costruire qualcosa di strano. Il Dottore e Jackson salvano i bambini, tra cui il suo ritrovato figlio, così i due si ricongiungono con gran felicità di entrambi. Purtroppo i bambini hanno finito di costruire l'arma finale dei cybermen, ovvero il "Cybermen King", un cybermen di dimensioni monumentali, il Dottore rivela che i cybermen lo usano per le invasioni facendolo combattere in prima linea. I cybermen piegano Hartigan al loro volere, infatti i cybermen volevano usarla per farla diventare la coscienza del Cybermen King, Hartigan prende il controllo del gigante e dei cybermen che si trovano attorno a lei, e inizia a seminare terrore per Londra, il Dottore sale a bordo del "TARDIS mongolfiera" e dopo aver raggiunto la giusta altezza neutralizza il controllo che i cybermen hanno su Hartigan, facendole vedere che ora è solo un mostro, la donna presa dalla disperazione manda in tilt il sistema operativo dei cybermen distruggendoli tutti, compreso il Cybermen King, dopo ciò Hartigan muore. Tutti i cittadini di Londra acclamano il Dottore come un eroe, l'uomo era in procinto di andarsene ma Jackson lo sprona a restare per la cena di Natale notando quanto lui sia solo, il Signore del Tempo accetta dopo le iniziali incertezze, rimarcando che secondo lui Jackson sarebbe stato un grande Dottore.
- Cast: David Tennant (Il Dottore), David Morrissey (Jackson Lake), Velile Tshabalala (Rosita Farisi), Dervla Kirwan (Miss Hartigan), Nicholas Briggs (voce dei Cybermen), Paul Kasey (Cyberleader), Ruari Mears (Cybershade), Edmund Kente (Scoones), Michael Bertenshaw (Cole), Jason Morell (Vicar), Neil McDermott (Jed), Ashley Horne (ragazzo), Tom Langford (Frederic), Jordan Southwell (monello), Matthew Allick (scaricatore portuale)

## Il pianeta dei morti
- Titolo originale: Planet of the Dead
- Diretto da: James Strong
- Scritto da: Russell T. Davies e Gareth Roberts
- Tipo di speciale: Speciale pasquale 2009.

### Trama
Dopo un furto in un museo, la ladra Lady Christina De Souza fugge e si nasconde in un autobus a due piani dove sale anche il Dottore. Il veicolo parte ma finisce in un buco spazio-temporale che lo trasporta con i passeggeri in un deserto su un altro pianeta. L'unico modo per tornare a Londra incolumi passando nuovamente nel buco è tramite l'autobus, che però è senza benzina e immobilizzato. Nel mentre, sulla Terra si mobilita l'UNIT guidati dal capitano Erisa Magambo e dal consulente scientifico Malcom Taylor. Il Dottore entra in contatto con questi ultimi per organizzare un rientro sulla Terra e va in esplorazione con Christina mentre gli altri passeggeri cercano di riparare il bus. Si accorgono di una tempesta di sabbia all'orizzonte e incontrano degli alieni dall'aspetto di mosche umanoidi che spiegano loro si tratti in realtà di uno sciame di creature che stanno distruggendo l'ecosistema, precedentemente popolato: il buco spazio-temporale è stato aperto da loro per trasferirsi sul prossimo pianeta su cui nutrirsi (ovvero la Terra) e deve essere chiuso al più presto. Christina usa le sue abilità di ladra per prelevare un potente cristallo dall'astronave e il Dottore usa il suo potere per far levitare il bus e riportarlo a Londra con i passeggeri, mentre gli alieni dall'aspetto di mosche vengono uccisi dalle creature. Christina cerca di persuadere il Dottore a portarla con lei nei suoi viaggi, ma lui rifiuta e la donna viene arrestata; subito dopo riesce a scappare sul bus volante con grande esultanza dei passeggeri, senza che il Dottore la fermi, avendola in realtà aiutata nella fuga. Prima che il Dottore se ne vada, viene fermato dalla passeggera Carmen che è dotata di capacità preveggenti di basso livello: prevede che la "canzone" del Dottore sta per giungere al termine e che ciò verrà preannunciato da quattro rintocchi.
- Cast: David Tennant (Il Dottore), Michelle Ryan (Lady Christina De Souza), Lee Evans (Dr. Malcolm Taylor), Noma Dumezweni (Capitano Erisa Magambo), Adam James (Detective McMillan), Glenn Doherty (Sergente Dennison), Victoria Alcock (Angela Whittaker), David Ames (Nathan), Ellen Thomas (Carmen), Reginald Tsiboe (Lou), Daniel Kaluuya (Barclay), Keith Parry (conducente del bus), James Layton (Sergente Ian Jenner), Paul Kasey (Sorvin), Ruari Mears (Praygat)

## L'acqua di Marte
- Titolo originale: The Waters of Mars
- Diretto da: Graeme Harper
- Scritto da: Russell T. Davies e Phil Ford
- Tipo di speciale: Speciale autunnale 2009.

### Trama
Il TARDIS atterra su Marte il 21 novembre 2059, giorno della morte degli occupanti della "Bowie Base One", la prima colonizzazione dei terrestri nello spazio, capitanata da Adelaide Brooke. Sul pianeta rinvengono una strana acqua che ha la proprietà di trasformare in mostri tutti quelli che ne vengono in contatto. L'acqua di Marte prende possesso, ad una ad una, delle persone nella base. Il Dottore cerca di conoscere meglio Adelaide e scopre che è diventata una viaggiatrice spaziale perché, da bambina, quando i Dalek invasero la Terra, uno di loro la risparmiò senza un apparente motivo, e in un certo senso lei vuole rintracciare quel Dalek. L'equipaggio inizia a dimezzarsi e il Dottore abbandona Adelaide e gli altri rimasti spiegando che non può salvarli perché la loro morte è un punto fisso nel tempo e non può essere cambiato, per questo il Dalek tanto tempo fa risparmiò Adelaide. Il Signore del Tempo era in procinto di andarsene, ma sentendo le urla di disperazione di quella gente decise di infrangere le regole e di portarli in salvo. Adelaide e i pochi rimasti della spedizione tornano sulla Terra, ma la donna non è riconoscente al suo salvatore perché la sua morte avrebbe ispirato le generazioni future a far sì che la Terra espandesse i suoi orizzonti con nuove spedizioni. Il Dottore, sopraffatto dalla sua superbia, non dà credito alle sue parole, ritenendo che ormai lui sia superiore persino alle leggi del tempo. Rientrata in casa Adelaide si spara togliendosi la vita e ristabilendo l'equilibrio del punto fisso del tempo, il Dottore sentendo lo sparo capisce di aver sbagliato provando un enorme senso di colpa a causa della sua presunzione, capendo che la profezia degli Ood sulla sua morte è ormai prossima.
- Cast: David Tennant (Il Dottore), Lindsay Duncan (Adelaide Brooke), Peter O'Brien (Edward Gold), Aleksander Mikic (Yuri Kerenski), Gemma Chan (Mia Bennett), Sharon Duncan Brewster (Maggie Cain), Chook Sibtain (Tarak Ital), Alan Ruscoe (Andy Stone), Cosima Shaw (Steffi Ehrlich), Michael Goldsmith (Roman Groom), Lily Bevan (Emily), Max Bollinger (Mikhail), Charlie De'Ath (padre di Adelaide), Rachel Fewell (Adelaide bambina), Anouska Strahnz (Ulrika Ehrlich), Zofia Strahnz (Lisette Ehrlich), Paul Kasey (Ood Sigma)

## La fine del tempo (prima parte)
- Titolo originale: The End of Time: Part One
- Diretto da: Euros Lyn
- Scritto da: Russell T. Davies
- Tipo di speciale: Speciale natalizio 2009.

### Trama
È l'ultimo viaggio del Decimo Dottore, ma il suo nemico psicotico, il Maestro, è risorto alla viglia di Natale! Ognuno determinato ad ingannare la morte, la battaglia infuria dalle lande abbandonate di Londra al misterioso Cancello dell'Immortalità, mentre l'alieno Ood avverte di un pericolo ancora maggiore in arrivo, mentre un'ombra terribile cade sull'intero universo.
- Cast: David Tennant (Il Dottore), Bernard Cribbins (Wilfred Mott), John Simm (Il Maestro), Timothy Dalton (narratore/Rassilon), Catherine Tate (Donna Noble), Jacqueline King (Sylvia Noble), Claire Bloom (donna misteriosa), June Whitfield (Minnie Hopper), David Harewood (Joshua Naismith), Tracy Ifeachor (Abigail Naismith), Sinead Keenan (Addams), Lawry Lewin (Rossiter), Alexandra Moen (Lucy Saxon), Karl Collins (Shaun Temple), Teresa Banham (Il Governatore), Barry Howard (Oliver Barnes), Allister Bain (Winston Katusi), Simon Thomas (Danes), Sylvia Seymour (Trefusis), Pete Lee-Wilson (Tommo), Dwayne Scantlebury (Ginger), Lacey Bond (servente donna), Lachele Carl (Trinity Wells), Paul Kasey (Ood Sigma), Ruari Mears (Ood Anziano), Brian Cox (voce dell'Ood Anziano), Max Benjamin (adolescente)

## La fine del tempo (seconda parte)
- Titolo originale: The End of Time: Part Two
- Diretto da: Euros Lyn
- Scritto da: Russell T. Davies
- Tipo di speciale: Speciale di Capodanno 2010.

### Trama
Con il suono dei tamburi che diventa sempre più forte nella testa del Maestro e un'antica trappola che si chiude intorno alla Terra, il Dottore e Wilfred Mott devono combattere da soli. Bisogna fare sacrifici e la profezia mortale avverte: "Busserà quattro volte".
- Cast: David Tennant (Decimo Dottore), Bernard Cribbins (Wilfred Mott), John Simm (Il Maestro), Timothy Dalton (Rassilon), Catherine Tate (Donna Noble), Billie Piper (Rose Tyler), Camille Coduri (Jackie Tyler), Jacqueline King (Sylvia Noble), Claire Bloom (donna misteriosa), John Barrowman (Jack Harkness), Noel Clarke (Mickey Smith), Freema Agyeman (Martha Jones), Elisabeth Sladen (Sarah Jane Smith), Jessica Hynes (Verity Newman), Tommy Knight (Luke Smith), Russell Tovey (Cadetto Alonso Frame), June Whitfield (Minnie Hopper), David Harewood (Joshua Naismith), Tracy Ifeachor (Abigail Naismith), Sinead Keenan (Addams), Lawry Lewin (Rossiter), Karl Collins (Shaun Temple), Lachele Carl (Trinity Wells), Joe Dixon (Il Cancelliere), Julie Legrand (Il Partigiano), Bríd Brennan (Il Visionario), Paul Kasey (Ood Sigma), Ruari Mears (Ood Anziano), Matt Smith (Undicesimo Dottore)

## Meanwhile in the TARDIS
- Diretto da: Euros Lyn
- Scritto da: Steven Moffat
- Tipo di speciale: Due mini-episodi (durata: 4 minuti l'uno), contenuti nei DVD della quinta stagione, che si collocano rispettivamente tra il primo e secondo episodio e tra il quinto e il sesto episodio.

### Trama
Amy, ancora in camicia da notte, entra per la prima volta nel TARDIS e fa domande sul Dottore e sullo stesso TARDIS. Il Dottore spiega anche con i fatti, portandola nello spazio.
- Cast: Matt Smith (Il Dottore), Karen Gillan (Amy Pond)

## Un canto di Natale
- Titolo originale: A Christmas Carol
- Diretto da: Toby Haines
- Scritto da: Steven Moffat
- Tipo di speciale: Speciale natalizio 2010 (ispirato all'omonimo romanzo di Charles Dickens).

### Trama
Un'astronave con oltre 4000 persone, tra cui Amy e Rory in luna di miele, sta per schiantarsi. L'unico che può salvarli è un anziano dispotico di nome Kazran Sardick diventato "padrone" del cielo e dei pesci che lo abitano, dopo la morte del cattivo padre Elliot, grazie ad una macchina che può usare solo lui. L'intervento del Dottore non cambia le cose, tanto che il Dottore si ripresenta come fantasma del Natale passato e va a trovare Kazran, prima da anziano e successivamente da bambino, riscrivendo la sua vita. Alla fine il Dottore, anche con l'aiuto di Abigail (una ragazza malata tenuta prigioniera ibernata per un debito non pagato), riesce nel suo intento.
- Cast: Matt Smith (Il Dottore), Karen Gillan (Amy Pond), Arthur Darvill (Rory Williams), Michael Gambon (Kazran Sardick anziano/Elliot Sardick), Laurence Belcher (Kazran Sardick bambino), Danny Horn (Kazran Sardick adulto), Katherine Jenkins (Abigail), Leo Bill (pilota), Pooky Quesnel (capitano), Micah Balfour (co-pilota), Steve North (Benjamin anziano), Bailey Pepper (Benjamin ragazzo), Tim Plester (servente), Laura Rogers (Isabella), Meg Wynn-Owen (Isabella anziana)

## Space
- Diretto da: Richard Senior
- Scritto da: Steven Moffat
- Tipo di speciale: Mini-episodio (durata: 3 minuti), inserito all'interno della maratona benefica Comic Relief del 2011.

 (EN) BBC, Doctor Who: Time, Part One - Red Nose Day 2011 - BBC Comic Relief Night, su YouTube, 18 marzo 2011.

### Trama
Nel TARDIS, Amy cerca di parlare con il Dottore e scopre che sotto il pavimento di vetro c'è Rory che sta aiutando il Dottore a far volare il TARDIS. Invidiosa, chiede al Dottore di poter provare, scatenando una discussione moglie-marito sul fatto che Amy, nonostante non sapesse guidare, avesse preso la patente prima di Rory, perché aveva barato indossando una gonna. Alla fine della discussione Amy esclama: «Si, avevo una gonna vecchia e brutta... me lo ricordo, era proprio questa!». Rory alza lo sguardo e sbircia da sotto il pavimento di vetro lasciando cadere un accoppiatore termico e facendo saltare la corrente nell'astronave. Dopo che il Dottore effettua una materializzazione di emergenza nel centro di gravità più sicuro e vicino disponibile, le luci si riaccendono, rivelando la cabina blu nel centro dell'interno del TARDIS. Dopo essersi reso conto che i tre sono finiti in un ciclo spaziale (l'interno ora è l'esterno e se si apre la porta del TARDIS esterno, contemporaneamente si apre quella del TARDIS interno, quindi nulla può entrare o uscire) il Dottore spiega la situazione, ma viene interrotto da una seconda Amy che entra dalla porta interna.
- Cast: Matt Smith (Il Dottore), Karen Gillan (Amy Pond), Arthur Darvill (Rory Williams)

## Time
- Diretto da: Richard Senior
- Scritto da: Steven Moffat
- Tipo di speciale: Mini-episodio (durata: 3 minuti), inserito all'interno della maratona benefica Comic Relief del 2011.

 (EN) BBC, Doctor Who: Time, Part Two - Red Nose Day 2011 - BBC Comic Relief Night, su YouTube, 18 marzo 2011.

### Trama
La seconda Amy appena entrata spiega al trio che il "guscio" esterno del TARDIS è scivolato qualche secondo nel futuro e se si entra nella cabina si arriva a qualche istante nel passato. Per rispettare la linea degli eventi, la prima Amy entra nella cabina comportandosi esattamente come la seconda. La seconda Amy quindi prende il posto della prima. Dopodiché entrano dalla porta interna altri due Amy e Rory che spiegano che il loro Dottore gli ha detto di entrare nella cabina. Quindi il Dottore manda i primi Amy e Rory dentro. Infine cerca di far implodere il TARDIS per resettarlo ma, a meno che non trovi la leva per controllare l'implosione, tutti moriranno. Alla domanda di Amy se sa quale sia la leva giusta, arriva un secondo Dottore che dice al primo: «La leva emozionale!». Il primo tira la suddetta leva ed entra nella cabina un attimo prima che si smaterializzi... uscendo da se stessa. Il secondo Dottore prende il posto del primo e, scherzando, conclude l'episodio dicendo: «Tutto a posto, il volo è tornato normale, il TARDIS non è più dentro sé stesso e tutto è come prima, ma per sicurezza che ciò non succeda di nuovo... Pond, mettiti dei pantaloni!».
- Cast: Matt Smith (Il Dottore), Karen Gillan (Amy Pond), Arthur Darvill (Rory Williams)

## The Impossible Astronaut prequel
- Scritto da: Steven Moffat
- Tipo di speciale: Mini-episodio (durata: 2 minuti) pubblicato sul sito web della BBC, prologo a L'astronauta impossibile.

### Trama
Richard Nixon riceve una telefonata da una bambina che si sente minacciata da un misterioso "uomo dello spazio". La bambina implora il Presidente di guardarsi dietro, temendo la presenza di un non specificato "mostro". Nixon, turbato dal fatto che la bambina abbia ottenuto il suo numero, la rassicura sul fatto che non ci siano mostri nello Studio Ovale, per poi riattaccare, senza seguire il consiglio della bambina. Dietro di lui, un Silente osserva la situazione.
- Cast: Stuart Milligan (Richard Nixon), Sydney Wade (ragazza), Marnix Van Den Broake (Silente)

## The Curse of the Black Spot prequel
- Scritto da: Stephen Thompson
- Tipo di speciale: Mini-episodio (durata: 2 minuti) pubblicato sul sito web della BBC, prologo a La maledizione della macchia nera.

### Trama
Il pirata Henry Avery descrive nel suo diario di bordo che la sua nave, vittima della bonaccia da otto giorni, è stata presa di mira da un nemico mostruoso. Avery teme che lui ed il suo equipaggio siano destinati, uno dopo l'altro, a morire tutti.
- Cast: Hugh Bonneville (capitano Henry Avery)

## A Good Man Goes to War prequel
- Scritto da: Steven Moffat
- Diretto da: Marcus Wilson
- Tipo di speciale: Mini-episodio (durata: 2 minuti) pubblicato sul sito web della BBC, prologo a Un uomo buono va in guerra.

### Trama
Dorium Maldovar vende a due Monaci Senza Testa il cervello di un Judoon, che contiene un protocollo di sicurezza di cui i Monaci hanno bisogno. Dorium poi rivela di sapere tutto su Demon's Run, e domanda ai Monaci se sanno di chi è figlio il bambino che custodiscono, augurandosi che con il rapimento di quest'ultimo non abbiano fatto arrabbiare il Dottore, conoscendo la sua pericolosità.
- Cast: Simon Fisher-Becker (Dorium Maldovar), Claudio Laurini (Monaco Senza Testa)

## Let's Kill Hitler prequel
- Scritto da: Steven Moffat
- Diretto da: Steve Hughes
- Tipo di speciale: Mini-episodio (durata: 2 minuti) pubblicato sul sito web della BBC, prologo a Uccidiamo Hitler.

### Trama
Amy chiama il Dottore sul telefono del TARDIS, ma questo non risponde, allora gli lascia un messaggio vocale, pregandolo di trovare suo figlia Melody, perché anche se sa che Melody crescerà fino ad diventare River Song, non vuole perdere il vederla crescere. Amy conclude il suo messaggio, e viene rivelato che un Dottore molto turbato stava ascoltando, senza tuttavia alzare la cornetta, nonostante Amy lo avesse supplicato di farlo.
- Cast: Karen Gillan (Amy Pond), Matt Smith (Il Dottore)

## The Wedding of River Song prequel
- Scritto da: Steven Moffat
- Diretto da: Marcus Wilson
- Tipo di speciale: Mini-episodio (durata: 2 minuti) pubblicato sul sito web della BBC, prologo a Il matrimonio di River Song.

### Trama
Nell'Area 52, i Silenti sono imprigionati in alcune vasche d'acqua, mentre River indossa una strana benda, simile a quella di Madame Kovarian.
- Cast: Alex Kingston (River Song)

## Night and the Doctor
- Diretto da: Richard Senior
- Scritto da: Steven Moffat
- Tipo di speciale: 5 mini-episodi (durata: 3 minuti ciascuno) (Bad Night, Good Night, First Night, Last Night e Up All Night), contenuti nei DVD della sesta stagione.

### Trama
Il Dottore fa evadere River di prigione e la porta per la prima volta in viaggio nel TARDIS, ma allo stesso tempo altre due River, provenienti da altri due momenti temporali, entrano nel TARDIS, e una delle due è accompagnata da un'altra versione del Dottore.
Questi rivela a se stesso che quello potrebbe essere il suo ultimo viaggio con la donna, come rivelato in Frammenti di memoria.
- Cast: Matt Smith (Il Dottore), Alex Kingston (River Song), Karen Gillan (Amy Pond), Arthur Darvill (Rory Williams), James Corden (Craig Owens), Daisy Haggard (Sophie Owens)

## Death Is the Only Answer
- Diretto da: Jeremy Webb
- Scritto da: gli studenti della scuola elementare Oakley Junior School
- Tipo di speciale: Mini-episodio (durata: 4 minuti) trasmesso durante il Doctor Who Confidential del 1º ottobre 2011.

### Trama
All'interno del TARDIS, mentre il Dottore gioca col suo fez, inciampa e muove una leva dei comandi: il fez sparisce e riappare subito dopo insieme con Albert Einstein. Einstein saluta il Dottore e spiega che aveva trovato un liquido verde che lui crede sia un "liquido bionico di fusione", essenza vitale per la macchina del Tempo che stava costruendo. Improvvisamente il liquido salta alla faccia di Einstein trasformandolo in un Ood, che ripete al Dottore: "Death is the only answer" (la Morte è l'unica risposta). Poi s'accende una colonna di luce e l'Ood vi entra tornando a essere Einstein che, un po' stordito, chiede al Dottore di tornare nel 1945. Il Dottore esaudisce la richiesta di Einstein e poi riparte per una nuova avventura, intanto sul pavimento del TARDIS è rimasta una macchia verde che si muove lentamente.
- Cast: Matt Smith (Il Dottore), Nickolas Grace (Albert Einstein), Paul Kasey (Ood)

## The Doctor, the Widow and the Wardrobe Prequel
- Scritto da: Marcus Wilson
- Diretto da: Steven Moffat
- Tipo di speciale: Mini-episodio (durata 3 minuti) pubblicato sul sito della BBC, prologo a Il Dottore, la vedova e l'armadio.

### Trama
Il Dottore si trova a bordo di un'astronave che sta per distruggere la Terra. Prima di premere il pulsante che distruggerebbe l'astronave, ponendo fine alla minaccia, il Dottore telefona al TARDIS, chiedendo a Amy Pond di venire a salvarlo, ma si ricorda che quest'ultima non sa pilotare il TARDIS e oltretutto ha smesso di seguirlo nelle sue avventure da tempo. Il Dottore augura quindi un Buon Natale all'amica e fa esplodere l'astronave.
- Cast: Matt Smith (Il Dottore)

## Il Dottore, la vedova e l'armadio
- Titolo originale: The Doctor, The Widow and The Wardrobe
- Scritto da: Steven Moffat
- Tipo di speciale: Speciale natalizio 2011 (ispirato al romanzo Il leone, la strega e l'armadio di C. S. Lewis).

### Trama
Il Dottore precipita sulla Terra da un'astronave in fiamme indossando in fretta una tuta che lo proteggerà dall'impatto, ma indossa il casco al contrario. A terra, è la vigilia di Natale del 1938 e un'atterrita Madge Arwell trova il Dottore e lo aiuta a ritrovare il TARDIS. Tre anni dopo, Reg, il marito di Madge, viene dato morto in guerra, precipitato col suo aereo nella Manica e la donna con i suoi due bimbi, Cyril e Lily, per evitare i bombardamenti, sfolla in una vecchia casa di campagna, proprietà di uno zio assente; il custode della casa si rivela essere il Dottore, che ha trasformato la casa a suo piacimento per la gioia dei bambini. La vigilia di Natale, Cyril apre di nascosto un grosso pacco regalo che si rivela essere un passaggio per un mondo innevato pieno di abeti vivi. Questo mondo è minacciato da una compagnia che, sciogliendo con pioggia acida tutte le piante, si procurerà il miglior carburante cosmico. Gli alberi, allora, trasferiscono la loro anima prima dentro Cyril, poi dentro Lily, e infine dentro Madge, accorsa a salvare i propri bambini, e, tramite il potere degli alberi e la guida del Dottore apre un canale spazio-tempo per tornare sulla Terra. Mentre si trasferiscono, Reg con il suo bombardiere Lancaster si aggancia alla luce emanata da loro, salvandosi e garantendo un lieto fine per la sua famiglia. Il Dottore, infine, raggiunge Amy (che dice che sono passati due anni dal loro ultimo incontro) e Rory, che hanno tenuto un posto per lui.
- Cast: Matt Smith (Il Dottore), Claire Skinner (Madge Arwell), Karen Gillan (Amy Pond), Arthur Darvill (Rory Williams), Maurice Cole (Cyril Arwell), Holly Earl (Lily Arwell), Alexander Armstrong (Reg Arwell), Bill Bailey (Droxil), Paul Bazely (Ven-Garr), Arabella Weir (Billis), Spencer Wilding (Re di legno), Paul Kasey (Regina di legno).

## Good as Gold
- Diretto da: Saul Metzstein
- Scritto da: I bambini della scuola elementare Ashdene
- Tipo di speciale: Mini-episodio (durata: 3 minuti) scritto da bambini di una scuola elementare, vincitori di un concorso della trasmissione Blue Peter.

### Trama
Mentre il TARDIS è in volo, Amy legge sul "Manuale del perfetto Viaggiatore Spaziale Intrepido" che può essere definito Viaggiatore Spaziale solo chi ha almeno un'avventura alla settimana, e si rende conto che loro non hanno avventure da molto tempo. Per rimediare subito, il Dottore inserisce la "modalità avventura" nel TARDIS, provocando un brusco atterraggio e vari malfunzionamenti del sistema. Le porte della cabina si spalancano ed entra un Tedoforo che stava correndo lungo lo stadio per accendere la fiamma olimpica. Dopo una breve e confusionaria presentazione, il ragazzo spiega di essere finito nel TARDIS perché non guardava avanti, visto che era inseguito da qualcosa. In quel momento alle spalle del tedoforo appare un Angelo Piangente che aveva l'obiettivo di rubare e spegnere la fiaccola olimpica per rovinare le Olimpiadi e tutti i valori che esse rappresentano. Per fermarlo, il Dottore lo manda in frantumi con il cacciavite sonico, permettendo la celebrazione dell'evento sportivo. Alla fine il tedoforo gli dà una medaglia ad honorem e si salutano prima che ognuno riprenda la propria strada. Quando il Dottore riparte, non si accorge che nel TARDIS l'angelo si è "autoriparato"...
- Cast: Matt Smith (Il Dottore), Karen Gillan (Amy Pond), Sarah Louise Madison (Angelo Piangente), Elliot Barnes-Worrell (tedoforo)

## Pond Life
- Scritto da: Chris Chibnall
- Diretto da: Saul Metzstein
- Tipo di speciale: 5 mini-episodi (durata: 60 secondi ciascuno) pubblicati dal 27 agosto al 31 agosto 2012 sul sito web della BBC, poi raccolti in un episodio unico il 1º settembre 2012.

### Trama
Il Dottore interferisce sempre nella vita dei Pond, anche quando sono a casa loro. Nella loro quotidianità dovranno confrontarsi anche con un Ood e uno spiacevole imprevisto per loro due.
- Cast: Matt Smith (Il Dottore), Karen Gillan (Amy Pond), Arthur Darvill (Rory Williams), Silas Carson (voce dell'Ood)

## Asylum of the Daleks Prequel
- Scritto da: Steven Moffat
- Diretto da: Saul Metzstein
- Tipo di speciale:Mini-episodio (durata: 2 minuti) pubblicato su iTunes e Amazon Instant Video, prologo a Il manicomio dei Dalek.[11]

### Trama
Il Dottore riceve in sogno una comunicazione da parte di una donna, Darla Von Karlsen, che richiede un incontro con lui nientemeno che su Skaro, patria dei Dalek.
- Cast: Matt Smith (Il Dottore), Barnaby Edwards (figura incappucciata)

## The Making of the Gunslinger
- Scritto da: Toby Whithouse
- Diretto da: Neill Gorton
- Tipo di speciale: Mini-episodio (durata: 2 minuti) pubblicato su iTunes, prologo a Una città di nome Mercy.

### Trama
Nel suo laboratorio, Kahler-Jex esegue alcuni collaudi sulla sua ultima creazione, un letale cyborg chiamato "Il Pistolero".
- Cast: Adrian Scarborough (Kahler-Jex), Andrew Brooke (Kahler-Tex/il Pistolero)

## The Inforarium
- Scritto da: Steven Moffat
- Tipo di speciale: Mini-episodio (durata: 2 minuti) contenuto negli extra del DVD della settima stagione.

### Trama
Il Dottore si inserisce negli archivi dell'Inforarium, il più grande distributore di informazioni dell'universo, allo scopo di cancellare tutte le informazioni su di sé. Purtroppo è impossibile cancellare le informazioni dal database dell'Inforarium, ma il Dottore le rende comunque a prova di memoria, utilizzando lo stesso sistema usato dai Silenti: ogni informazione su di lui proveniente da quel database sarà cancellata dalla memoria di chi la riceve immediatamente dopo averla vista.
- Cast: Matt Smith (Il Dottore)

## P.S.
- Scritto da: Chris Chibnall
- Tipo di speciale: Mini-episodio (durata: 5 minuti) contenuto negli extra del DVD della settima stagione.

### Trama
Brian Williams sta innaffiando le piante, ma viene interrotto da un uomo che bussa alla sua porta. L'uomo, che si presenta come Anthony, da New York, porge a Brian una lettera ed insiste nell'aspettare in casa fino a quando l'altro non l'avrà letta.
La lettera, scritta dal figlio Rory (intrappolato per sempre nella New York del 1938 per colpa degli Angeli Piangenti in Gli angeli prendono Manhattan), spiega a Brian che non potrà mai più rivedere lui ed Amy e si scusa per ciò. Gli rivela inoltre che la persona che gli ha consegnato la lettera è suo nipote, Anthony Brian Williams, che la coppia ha adottato nel 1946.
Finito di leggere la lettera, Brian offre una stretta di mano ad Anthony, per poi abbracciarlo, commosso.
- Cast: Arthur Darvill (Rory Williams) - voce

## The Great Detective
- Scritto da: Steven Moffat
- Diretto da: Marcus Wilson
- Tipo di speciale: Mini-episodio (durata: 4 minuti) inserito all'interno della maratona benefica Children in Need del 2012, prologo a I pupazzi di neve.

### Trama
I tre investigatori della Paternoster Gang descrivono una serie di strani fenomeni ad un quarto membro rimasto in ombra. Quest'ultimo, rivelatosi il Dottore, annuncia agli altri di essersi ritirato.
- Cast: Matt Smith (Il Dottore), Dan Starkey (Strax), Catrin Stewart (Jenny Flint), Neve McIntosh (Madame Vastra), Mark Gatiss (Narratore)

## Vastra Investigates
- Scritto da: Steven Moffat
- Diretto da: John Hayes
- Tipo di speciale: Mini-episodio (durata: 2 minuti) inserito all'interno della maratona benefica Children in Need del 2012, prologo a I pupazzi di neve.

### Trama
Vastra illustra ad uno sempre più sbigottito ispettore di Scotland Yard la natura aliena di lei e di Strax e la sua omosessualità. Mentre torna a casa, nota che sta nevicando, nonostante non ci siano nuvole in cielo.
- Cast: Dan Starkey (Strax), Catrin Stewart (Jenny Flint), Neve McIntosh (Madame Vastra), Paul Hickey (Ispettore Gregson)

## The Battle of Demon's Run - Two Days Later
- Scritto da: Steven Moffat
- Diretto da: Marcus Wilson
- Tipo di speciale: Mini-episodio (durata: 4 minuti) pubblicato su iTunes e Amazon Instant Video, prologo a I pupazzi di neve.

### Trama
Vastra e Jenny ritrovano Strax ancora vivo, due giorni dopo gli eventi della Battaglia di Demon's Run, e lo convincono a rimanere con loro nella Londra vittoriana.
- Cast: Dan Starkey (Strax), Catrin Stewart (Jenny Flint), Neve McIntosh (Madame Vastra)

## I pupazzi di neve
- Titolo originale: The Snowmen
- Scritto da: Steven Moffat
- Diretto da: Saul Metzstein
- Tipo di speciale: Speciale natalizio 2012.

### Trama
Il Dottore si ritira in isolamento dopo la scomparsa di Amy e Rory per mano degli Angeli Piangenti, sentendosi in colpa. A Londra nel periodo vittoriano, intanto, una strana neve scende dal cielo, essa sembra avere una vita propria e il Dottore inizia a incuriosirsi. Nel frattempo il Dottore incontra la cameriera di una taverna di nome Clara Oswald, la ragazza inizia a provare curiosità nei confronti del bizzarro uomo. La ragazza segretamente è anche una badante che si occupa dei figli di un nobil uomo vedovo. I bambini hanno paura perché credono che la loro vecchia governante, morta dopo essere caduta in un lago ghiacciato, sia tornata in vita. Clara chiede aiuto alla famosa investigatrice velata, Madame Vastra; lei, Strax e Jenny chiedono al Dottore aiuto, che accetta e va a vedere i bambini. Clara sostiene che le paure dei bambini nei confronti della vecchia governante (che non avevano mai preso in simpatia) abbiano permesso al cadavere congelato della donna di rianimarsi, infatti la neve ha la capacità di riflettere i pensieri altrui. Il Dottore scopre che dietro a questa faccenda c'è il Dr. Simeon, un uomo spregevole che cerca di tirare fuori il massimo potenziale dalla neve infondendo in essa tutta la sua malvagità e avidità. L'uomo si incuriosì alla neve quando era un bambino, infatti la misteriosa neve cadde a Londra molti anni prima e il piccolo mentre giocava a costruire un pupazzo di neve sentì la voce di questi nella sua mente. Da quel momento Simeon passò tutta la sua esistenza a studiarla per fare in modo che essa possa esistere con un vero corpo. Il Dottore intuisce che la chiave alla risposta è la governante morta, infatti la neve ha la capacità non solo di riflettere ma anche di conservare memoria. In questo caso la neve ha assorbito l'essenza della governante e ha creato una statua di ghiaccio vivente in grado di potersi muovere anche in ambienti caldi senza essere distrutta come accade invece per i pupazzi di neve animati dalla neve e trasformati nel suo esercito. Per evitare che la statua di ghiaccio cada nelle mani di Simeon che, in questo modo, la replicherà all'infinito per costruire un esercito invincibile, il Dottore e Clara si arrampicano su una scala attaccata ad una nuvola fino ad arrivare al TARDIS. Qui il Dottore, senza spiegarsene bene il motivo, decide di fidarsi totalmente della ragazza e darle la chiave del TARDIS. Ma in quel momento la statua di ghiaccio, che lentamente aveva seguito i due, afferra la ragazza ed entrambi cadono dalla nuvola. La statua va in frantumi e Clara rimane gravemente ferita. Il Dottore, arrabbiato, decide di affrontare Simeon faccia a faccia. Consegna all'uomo una scatola dicendo che lì si trovano gli ultimi pezzi della statua ma quando la apre Simeon viene morso da un verme della memoria, una creatura in grado di cancellare totalmente la memoria delle persone e nel fare questo il legame tra Simeon e la neve si spezza per sempre. Dato che la neve era solo in grado di riflettere i pensieri, ciò che l'uomo aveva sempre scambiato per una voce aliena era soltanto la voce della parte oscura della sua mente. Distrutto il legame, però, la neve non viene distrutta giacché ora, proprio grazie al Dottore, ha un corpo fisico da abitare e controllare ed è proprio quello senza vita di Simeon. Si trova così davanti alla manifestazione fisica di un suo antico nemico, la Grande Intelligenza. Nella zuffa, tra i due, il Dottore sembra avere la peggio quando all'improvviso l'uomo cade a terra morto e la neve si trasforma in acqua insieme al suo esercito di pupazzi. Proprio per la capacità della neve di riflettere, ora una mente superiore a quella di Simeon ha iniziato a emanare un dolore tale da far piovere lacrime salate, Clara sta infatti morendo e neppure la tecnologia di Strax in campo medico può salvarla. Il Dottore torna dalla ragazza e ascolta le sue ultime parole "corri sapientone, corri. E ricordami". Le stesse identiche parole detta da un'altra ragazza di nome Oswin Oswald su un lontano pianeta nel futuro. Così il Dottore si rende conto che, per quanto fosse impossibile, entrambe erano Clara, infatti nella lapide della badante il Signore del Tempo legge il suo nome completo, "Clara Oswin Oswald". Per risolvere questo dilemma, dopo il funerale di Clara, il Dottore sale sul TARDIS e parte nel futuro. Nello stesso punto del cimitero, un secolo dopo, una donna di nome Clara Oswald passa tra le tombe di un vecchio cimitero per fare una scorciatoia.
- Cast: Matt Smith (Il Dottore), Jenna-Louise Coleman (Clara Oswald), Dan Starkey (Strax), Catrin Stewart (Jenny Flint), Neve McIntosh (Madame Vastra), Richard E. Grant (Dr. Simeon), Ian McKellen (La Grande Intelligenza), Tom Ward (Capitano Latimer), Ellie Darcey-Alden (Francesca), Joseph Darcey-Alden (Digby), Liz White (Alice), Juliet Cadzow (Voce della Governante di Ghiaccio), Jim Conway (Zio Josh), Cameron Strefford (Giovane Walter), Annabelle Dowler (Madre di Walter), Ben Addis (Bob Chillcott), Daniel Hyde (capo lavoratore), Sophie Miller-Sheen (ragazza)

#### Nota
Il Dottore parla della metropolitana di Londra, probabilmente ciò è riferito agli eventi di Web of Fear, dove il Secondo Dottore affrontò la Grande Intelligenza per la seconda volta.
Clara, durante l'episodio, improvvisamente bacia il Dottore. Da quel momento fra i due inizia una strana e complicata storia d'amore che non verrà mai dichiarata ma che porterà Clara a prendere una scelta significativa nell'episodio Il nome del Dottore.

## The Bells of Saint John - A Prequel
- Scritto da: Steven Moffat
- Diretto da: John Hayes
- Tipo di speciale: Mini-episodio (durata: 3 minuti) pubblicato sul sito della BBC, prologo a Le campane di St. John.

### Trama
Il Dottore, frustrato dai tentativi andati a vuoto nella ricerca della Clara Oswald originale, si ritrova in un parco giochi a parlare con una bambina. Alla fine, il Dottore riprende la sua ricerca e la bambina viene richiamata dalla madre, che la rimprovera: "Clara Oswald, quante volte ti ho detto di non parlare agli sconosciuti?".
- Cast: Matt Smith (Il Dottore), Sophie Downham (Clara Oswald bambina), Nicola Sian (Ellie Oswald)

## Rain Gods
- Scritto da: Neil Gaiman
- Tipo di speciale: Mini-episodio (durata: 2 minuti) contenuto negli extra del DVD della settima stagione.

### Trama
Il Dottore e River si ritrovano sul pianeta degli dei della pioggia, prigionieri degli indigeni che li vogliono sacrificare agli dei stessi. Il Dottore però accorgendosi che c'è un temporale in arrivo finge di provocare gli dei sfidandoli a colpirlo. Presto arrivano i primi fulmini, che disorientano gli indigeni, consentendo al Dottore e a River di scappare.
- Cast: Matt Smith (Il Dottore), Alex Kingston (River Song)

## Clara and the TARDIS
- Scritto da: Steven Moffat
- Tipo di speciale: Mini-episodio (durata: 2 minuti) contenuto negli extra del DVD della settima stagione.

### Trama
Il TARDIS fa sparire la camera da letto di Clara, la quale crede che sia dovuto al fatto che lei è la prima ragazza ad essere portata a bordo. Il TARDIS tuttavia le mostra una serie di immagini delle precedenti compagne del Dottore per dimostrarle che si sbaglia. Clara prova a riprendere la ricerca della sua stanza da letto ma il TARDIS la fa incontrare con le sue versioni future, le quali stanno ancora cercando.
- Cast: Jenna-Louise Coleman (Clara Oswald)

## She Said, He Said
- Scritto da: Steven Moffat
- Tipo di speciale: Mini-episodio (durata: 3 minuti) pubblicato sul sito della BBC, prologo a Il nome del Dottore.

### Trama
Clara e il Dottore riflettono su quanto poco conoscono l'una dell'altro, e sulla natura del segreto che quest'ultimo nasconde a Trenzalore.
- Cast: Matt Smith (Undicesimo Dottore), Jenna-Louise Coleman (Clara Oswald)

## Clarence and the Whispermen
- Diretto da: Steven Woolfendren
- Scritto da: Steven Moffat
- Tipo di speciale: Mini-episodio (durata: 3 minuti) pubblicato sul sito della BBC, prologo a Il nome del Dottore.

### Trama
Nella Londra vittoriana, il criminale Clarence DeMarco riceve nella sua cella la visita dei Sussurratori, che gli promettono che smetteranno di tormentarlo se riferirà al "detective rettile" delle informazioni su Trenzalore e sulla tomba del Dottore.
- Cast: Michael Jenn (Clarence DeMarco), Paul Kasey (Sussurratore)

## La notte del Dottore
- Titolo originale: The Night of The Doctor
- Scritto da: Steven Moffat
- Diretto da: John Hayes
- Tipo di speciale: Mini-episodio (durata: 7 minuti) trasmesso sul canale YouTube della BBC[12] e su BBC Player, prologo a Il giorno del Dottore.

### Trama
Durante l'Ultima Grande Guerra del Tempo, il Dottore cerca di salvare la giovane astronauta Cass per evitare che la sua nave si schianti sul pianeta Karn. Quando Cass si rende conto che il Dottore è un Signore del Tempo, rifiuta il suo aiuto ignorando il fatto che lui dica di non aver mai preso parte alla guerra.
Entrambi vengono uccisi dallo schianto dell'astronave. Il Dottore viene riportato in vita temporaneamente dalla Sorellanza di Karn e dal suo capo Ohila, che lo invitano a scegliere una pozione con cui potrà rigenerarsi nella forma che preferisce, ma allo stesso tempo lo convincono anche a prendere parte alla Guerra del Tempo per fermarla. Il Dottore chiede allora una pozione che lo trasformi in un guerriero, e dopo aver pronunciato le parole "Medico, cura te stesso" (citazione dal Vangelo di Luca), beve la pozione e si rigenera nel, come viene citato nei titoli di coda, War Doctor. Dopodiché prende la cintura di Cass e dichiara che non sarà mai più "il Dottore" ("Doctor no more"), mentre viene mostrato il suo riflesso (l'immagine di John Hurt da giovane).
- Cast: Paul McGann (Ottavo Dottore), John Hurt (War Doctor[12], cioè "Dottore della Guerra"), Emma Campbell-Jones (Cass), Clare Higgins (Ohila)

## L'ultimo giorno
- Titolo originale: The Last Day
- Diretto da: Jamie Stone
- Scritto da: Steven Moffat
- Tipo di speciale: Mini-episodio (durata: 4 minuti) pubblicato sul canale YouTube della BBC[13] e su BBC Player, prologo a Il giorno del Dottore.

### Trama
Dal punto di vista di un soldato gallifreyano assistiamo all'attacco che i Dalek sferrano ad Arcadia, seconda città del pianeta.
- Cast: Chris Finch (soldato Signore del Tempo), Barry Aird (soldato Signore del Tempo anziano), Alan Gill (soldato Signore del Tempo #2)

## Il giorno del Dottore
- Titolo originale: The Day of The Doctor
- Scritto da: Steven Moffat
- Diretto da: Nick Hurran
- Tipo di speciale: Speciale per il cinquantesimo anniversario della nascita della serie.

### Trama
- Cast: Matt Smith (Undicesimo Dottore), David Tennant (Decimo Dottore), Jenna-Louise Coleman (Clara Oswald), Billie Piper (Rose Tyler/Lupo Cattivo), John Hurt (War Doctor[12], cioè "Dottore della Guerra"), Tristan Beint (Tom), Jemma Redgrave (Kate Stewart), Ingrid Oliver (Osgood), Chris Finch (soldato Signore del Tempo), Peter de Jersey (Androgar), Ken Bones (Il Generale), Philip Buck (padre ad Arcadia), Scott Morgan-Price (Signore del Tempo), Joanna Page (Regina Elisabetta II), Orlando James (Lord Bentham), Jonjo O'Neill (McGillop), Tom Keller (Atkins), Aidan Cook (Zygon), Paul Kasey (Zygon), Nicholas Briggs (voce dei Dalek e degli Zygon), Barnaby Edwards (Dalek), Nicholas Pegg (Dalek), Tom Baker (Il Curatore, non accreditato)

#### Curiosità
- La frase "non più" (in originale "no more") viene scritta e ripetuta diverse volte all'interno dell'episodio. La prima volta che compare è proprio all'inizio; la si può leggere sul vetro della lavagna dove Clara sta cancellando altre scritte.
- Le ultime parole del Decimo Dottore, prima di congedarsi da Clara e dall'Undicesimo, sono "io non voglio andare". La stessa frase che dice prima di rigenerarsi nella sua successiva incarnazione; dopo la partenza del Decimo Dottore, l'Undicesimo nota che "lui lo dice sempre".
- La futura rigenerazione dell'Undicesimo Dottore fa un cameo quando tutte le rigenerazione passate del Dottore e i loro TARDIS appaiono in orbita attorno a Gallifrey.  Quegli occhi apparsi per pochi secondi appartengono all'attore Peter Capaldi, già apparso nella quarta Stagione della serie nell'episodio Le Fiamme di Pompei, nella parte di Cecilius.
- In questo episodio vengono introdotti nuovamente gli Zygon, prima di adesso la loro unica apparizione era avvenuta nella serie classica, come nemici del Quarto Dottore nel serial La sconfitta degli Zigoni.

## Il tempo del Dottore
- Titolo originale: The Time of the Doctor
- Scritto da: Steven Moffat
- Diretto da: Jamie Payne
- Tipo di speciale: Speciale natalizio 2013.

### Trama
- Cast: Matt Smith (Undicesimo Dottore), Peter Capaldi (Dodicesimo Dottore), Jenna Coleman (Clara Oswald), Karen Gillan (Amy Pond), Orla Brady (Tasha Lem), Jack Hollington (Barnable)

## L'ultimo Natale
- Titolo originale: Last Christmas
- Scritto da: Steven Moffat
- Diretto da: Paul Wilmshurst
- Tipo di speciale: Speciale natalizio 2014.

### Trama
Svegliatasi la notte di Natale, Clara scopre la presenza di Babbo Natale sul suo tetto. Confusa, viene raggiunta dal Dottore, che la porta via sul TARDIS. Al Polo Nord, nel frattempo, un gruppo di scienziati cerca di salvare i propri compagni, attaccati da delle creature simili a granchi, che si attaccano alla faccia delle persone. Il Dottore e Clara arrivano alla base e vengono attaccati dai granchi, salvo poi venire salvati da Babbo Natale. Il Dottore capisce che le creature sono Granchi dei Sogni, creature aliene che inducono la vittima in uno stato dormiente che funge da anestetico, mentre gli divorano il cervello. Clara viene attaccata da un Granchio superstite e sogna di essere nuovamente insieme a Danny Pink; il Dottore si fa attaccare da un Granchio ed entra nel sogno dell'amica, sperando di riuscire a salvarla. Clara vorrebbe rimanere nel sogno per amore di Danny, ma questo la convince a svegliarsi ed, una volta tornata nel mondo reale, a continuare con la sua vita.
Quindi il Dottore spiega che sia lui e Clara, che il personale della base stanno sognando sin dal primo attacco dei Granchi e che la presenza di Babbo Natale è parte del sogno (per avere il tempo di nutrirsi, i Granchi dei Sogni dovevano creare un sogno realistico per non far insospettire le vittime, ma il subconscio di queste ha immaginato un improbabile "salvatore" per far capire alla persona che si trattava di un sogno). Il Dottore capisce che in realtà non sono al Polo Nord, anche questa è un'illusione, uno degli scienziati, Albert, purtroppo diventa vittima dei granchi, e muore. Poi Babbo Natale porta tutti via con la sua slitta e li guida fuori dal sogno: nessuno di loro era veramente uno scienziato, solamente persone cadute vittime dell'attacco dei parassiti nel medesimo momento; il Dottore ipotizza che addirittura probabilmente provengano da punti diversi nel tempo. Tutti si risvegliano e i granchi si polverizzano, Clara però è ancora intrappolata nel suo sogno e, quando Dottore rimuove il granchio dalla faccia della ragazza, scopre che sono passati ben 62 anni dal loro precedente incontro. In quel momento sopraggiunge Babbo Natale, ed il Dottore comprende di trovarsi in un altro sogno e riesce a svegliarsi. Tornato nella realtà, ritrova Clara con la sua normale età e la libera dal granchio, poi le offre di tornare a viaggiare insieme sul TARDIS; Clara, felicissima, accetta.
- Cast: Peter Capaldi (Il Dottore), Jenna Coleman (Clara Oswald), Nick Frost (Babbo Natale), Samuel Anderson (Danny Pink), Nathan McMullen (Lupo), Dan Starkey (Ian), Faye Marsay (Shona McCullough), Natalie Gumede (Ashley Carter), Maureen Beattie (Fiona Bellows), Michael Troughton (Prof. Albert Smithe)

## Prologue
- Scritto da: Steven Moffat
- Diretto da: Hettie McDonald
- Tipo di speciale: Mini-episodio pubblicato sul sito della BBC, prologo alla nona stagione.

### Trama
Sul pianeta Karn, il Dottore si confronta con Ohila, capo della Sorellanza di Karn, poiché è stato contattato da un vecchio nemico. Il Dottore dice che non risponderà all'invito, ma Ohila sa che sta mentendo.
- Cast: Peter Capaldi (Il Dottore), Clare Higgins (Ohila)

## The Doctor's Meditation
- Scritto da: Steven Moffat
- Diretto da: Ed Bazalgette
- Tipo di speciale: Mini-episodio trasmesso in occasione della distribuzione in 3D nei cinema statunitensi del finale dell'ottava stagione[14], prologo a L'apprendista mago.

### Trama
- Cast: Peter Capaldi (Il Dottore), Daniel Hoffmann-Gill (Bors)

## I mariti di River Song
- Titolo originale: The Husbands of River Song[15]
- Scritto da: Steven Moffat
- Diretto da: Douglas Mackinnon
- Tipo di speciale: Speciale natalizio 2015.

### Trama
Il Dottore, con il TARDIS, approda sul pianeta Mendorax Dellora, una colonia umana futuristica, nell'anno 5343. Un uomo gli fa visita e, pensando che sia un chirurgo, lo invita a seguirlo perché deve operare una persona. Il Dottore lo segue fino a entrare in un'astronave aliena, e con grande stupore scopre che è stata sua moglie River Song a chiedere la sua presenza, ma lei non lo riconosce, dato che non ha mai incontrato questa incarnazione del Signore del Tempo, lei infatti pensa veramente che si tratti di un chirurgo, e che il paziente è il marito di River, lo spietato imperatore Hydroflax, la cui testa è collegata a un possente corpo robotico. L'operazione consiste nell'estrarre dal suo cervello l'Androvar di Halassi, il diamante più prezioso dell'universo. A River non importa niente di Hydroflax, l'unica ragione per cui l'ha sposato è per avere il diamante, aveva incaricato un chirurgo per tagliare la testa del marito e ucciderlo, così da prelevare via l'Androvar, ma lei ignora che il chirurgo sia il Dottore. Purtroppo Hydroflax ascolta la conversazione quindi decide di uccidere River e il Dottore, ma dopo aver separato la sua testa dal resto dell'unità robotica, il Dottore e River la prendono e scappano. Il Dottore si diverte insieme a sua moglie come non gli succedeva da tanto, però mentre scappano lui conosce Ramone, il complice di River, nonché suo marito. River gli ha dato l'incarico di trovare il Dottore dandogli le foto delle sue dodici incarnazioni, facendo affidamento sul fatto che tecnicamente può disporre di un numero limitato di rigenerazioni, non essendo a conoscenza del fatto che ha trovato un modo per disporre di un numero maggiore di rigenerazioni. Poi raggiungono il TARDIS e River lo apre con la sua chiave, il Dottore preferisce non dirle ancora chi lui sia, River cerca di far partire il TARDIS ma non ci riesce, perché la testa di Hydroflax è nella macchina del tempo, ma il suo corpo robotico è ancora fuori, e dato che funzionano come se fossero la stessa cosa, il fatto che siano divisi non permette al TARDIS di partire. Poi il corpo robotico entra nel TARDIS, dopo aver tagliato la testa a Ramone, il TARDIS però ora può partire e si teletrasporta a bordo di una nave da crociera spaziale, infatti è lì che River ha appuntamento con l'acquirente che dovrà acquistare l'Androvar, quindi lei e il Dottore vanno nella sala ristorante e incontrano l'acquirente, un membro della Moltitudine dell'Armonia Invernale, che usando un dispositivo elettronico fa un versamento sul conto di River che potrà ritirare in banca, ma poi scoprono che la moltitudine è fedele a Hydroflax, inoltre il corpo robotico li raggiunge nella sala ristorante, scortato da un dipendente della crociera, che ha informato l'unità robotica che River è sposata con il leggendario Dottore, infatti l'unità robotica disintegra la testa di Hydroflax (lasciando solo l'Androvar) dato che a causa del diamante nel suo cervello gli sarebbero rimasti sette minuti di vita, infatti l'unità robotica vuole la testa del Dottore ritenendo che sarebbe degna di un imperatore, dato che è l'ultimo Signore del Tempo, loro vogliono usare River come ostaggio sicuri che il Dottore verrà a salvarla, ma River è sicura che lui non verrà ritenendo che lui non prova nessun interesse per lei dato che a suo dire non è innamorato della moglie, ma solo alla fine capisce che il chirurgo che per tutto questo tempo è stato al suo fianco è il Dottore, il quale la saluta dicendole "Ciao dolcezza", il saluto che gli rivolge di solito lei. Poi arriva una pioggia di meteore che colpisce la nave da crociera, River lo sapeva infatti stava aspettando il momento, poi tra la confusione lei e il Dottore scappano, il Signore del Tempo neutralizza l'unità robotica collegandola con il dispositivo elettronico che il Moltitudine dell'Armonia Invernale aveva dato a River per il versamento bancario, così il sistema elettronico del robot viene sovraccaricato con tutti i dati bancari del dispositivo. La nave si avvicina al pianeta Darillium, sentendo il canto delle torri, il Dottore ricorda il giorno in cui conobbe River, quando lei morì, infatti prima di morire lei gli disse che loro due sentirono cantare le Torri di Darillium, quindi il Dottore comprende che questa è l'ultima avventura che River vivrà con lui prima di partire per la spedizione che finirà con la sua morte. L'astronave si schianta su Darillium, ma River e il Dottore si salvano dato che il TARDIS li ha protetti, il Dottore regala l'Androvar a un ragazzo che era venuto sul luogo dello schianto per cercare di soccorrere probabili superstiti. Con i soldi della ricompensa per aver trovato il diamante, il ragazzo apre un ristorante molto esclusivo che si affaccia sulle due torri, il giorno di Natale il Dottore porta lì River, inoltre Ramone lavora lì dato che la sua testa è attaccata all'unità robotica. Il Dottore le regala un cacciavite sonico (lo stesso con il quale il Decimo Dottore salverà la memoria di River quando lei morirà) River inizia a comprendere che suo marito le nasconde qualcosa, che probabilmente ha a che fare con la sua probabile morte, e quando lei lo supplica di salvarla dal suo crudele fato, lui le dice che ci sono volte in cui anche lo stesso Dottore deve arrendersi al destino senza poter fare nulla. Il Dottore e River sentono le Torri di Darillium cantare, e poi si guardano sorridendo, sapendo che passeranno insieme la loro ultima notte, che sul pianeta dura 24 anni.
- Cast: Peter Capaldi (Il Dottore), Alex Kingston (River Song), Matt Lucas (Nardole), Greg Davies (Re Hydroflax), Phillip Rhys (Ramone), Rowan Polonski (Flemming)

## Il ritorno del dottor Mysterio
- Titolo originale: The Return of Doctor Mysterio
- Scritto da: Steven Moffat
- Diretto da: Ed Bazalgette
- Tipo di speciale: Speciale natalizio 2016.

### Trama
Il Dottore è protagonista di un'avventura a New York, insieme a Nardole, conosciuto durante la battaglia contro Hydroflax: i nuovi nemici del Dottore sono i cervelli extraterrestri del "Collettivo dell'Armonia", queste creature vogliono sostituirsi agli umani prendendo possesso dei loro corpi, e da cinque anni si preparano per questo. Il Dottore è ancora in lutto per la morte di River, tra l'altro ha modo di constatare che New York è protetta dal supereroe The Ghost, in possesso di super poteri. In realtà The Ghost è Grant Gordon, quando era un bambino a causa del Dottore (che Grant chiamava dottor "Mysterio") ingerì la gemma di Hazandra ricevendone i super poteri che lui ammirava nei fumetti. Grant fa da baby sitter a Jennifer, la figlia della sua amica Lucy, di cui è segretamente innamorato. Il "Collettivo dell'Armonia" ha una delle sedi nella città di New York e i cervelli vogliono acquisire il corpo di Grant, ritenendolo perfetto visti i suoi poteri; intanto il Dottore e Nardole raggiungono l'astronave del "Collettivo dell'Armonia" scoprendo che è stata programmata per autodistruggersi su New York polverizzando la città, tranne l'edificio occupato dall'Armonia progettato appositamente per resistere a un'esplosione atomica. Il piano prevede che i grandi leader del mondo, comprendendo che è stata una forza aliena a distruggere New York e che i palazzi dell'Armonia resistono ad un'esplosione aliena, correranno a nascondersi proprio negli edifici in cui gli alieni si impossesseranno dei loro corpi; con i quali potranno governare la Terra. Il Dottore decide di affrettare i tempi e fa cadere l'astronave su New York facendo sì che Grant, rivelandosi a Lucy (che si rende conto di essere innamorata di lui), impedisca la collisione. Grant e Lucy si scambiano un romantico bacio. La U.N.I.T. cattura i membri del "Collettivo dell'Armonia", anche se alcuni riescono a scappare. Il Dottore e Nardole vanno via con il TARDIS, mentre Grant decide di rinunciare alla carriera da supereroe specialmente quando il Dottore promette che ora sarà lui stesso a difendere la Terra.
- Cast: Peter Capaldi (Il Dottore), Matt Lucas (Nardole), Justin Chatwin (Grant Gordon/The Ghost), Charity Wakefield (Lucy Fletcher), Adetomiwa Edun (Mr Brock), Aleksandar Jovanović (Dr. Sim), Logan Hoffman (Grant da giovane), Daniel Lorente (Grant adolescente), Sandra Teles (reporter), Tanroh Ishida (cameraman), Vaughn Joseph (soldato)

## C'era due volte
- Titolo originale: Twice Upon A Time
- Scritto da: Steven Moffat
- Diretto da: Rachel Talalay
- Tipo di speciale: Speciale natalizio 2017.

### Trama
Durante gli eventi di The Tenth Planet, il Primo Dottore lascia i suoi compagni Ben e Polly per dirigersi verso il TARDIS, in quanto sta morendo di vecchiaia ma non ha intenzione di rigenerarsi. In mezzo alla desolazione antartica, incontra il Dodicesimo Dottore, fuori dal proprio TARDIS, in procinto di rigenerarsi anche lui dopo aver affrontato i Cybermen nell'episodio La caduta del Dottore. Ad un tratto il tempo sembra fermarsi: i fiocchi di neve restano fermi a mezz'aria, e i due Dottori vengono raggiunti da un uomo in abito militare. È un Capitano inglese della prima guerra mondiale, che poco prima si trovava bloccato in un cratere in un campo di battaglia nei pressi di Ypres con un soldato tedesco, l'uno in procinto di sparare all'altro, nel 1914. I tre entrano nel TARDIS del Dodicesimo Dottore, quando la cabina viene issata con un argano a bordo di un'astronave. All'interno di questa una voce chiede ai Dottori di consegnare il Capitano in cambio di Bill Potts, che si unisce al gruppo; nonostante la ragazza riveli al Dodicesimo Dottore di essere stata salvata da Heather, ma di non ricordare più nulla da allora, lui dubita della sua autenticità. I Dottori scoprono che la voce proviene da un'interfaccia olografica simile a una donna di vetro, che mostra al Primo Dottore momenti delle sue vite future in cui si troverà al centro di guerre, turbandolo. Il gruppo fugge dalla nave e si rifugia nel TARDIS del Primo Dottore, che rivela di aver notato asimmetrie nel volto della donna di vetro, capendo quindi che è la riproduzione di una persona reale.
Per trovare una risposta all'identità della donna, arrivano sul pianeta in rovina Villengard: il Capitano viene attaccato da un mutante Dalek e torna nel TARDIS a riprendersi, mentre il Dodicesimo Dottore sale da solo una torre da cui qualcuno sta sparando. Bill, rimasta sola con il Primo Dottore, gli chiede come mai ha deciso di abbandonare Gallifrey, e lui le confida di voler scoprire come mai il bene trionfa sempre sul male; a questo punto Bill si mostra nelle sue vere fattezze, ovvero una donna di vetro come quella vista prima. In vetta alla torre il Dodicesimo Dottore incontra il "Dalek buono" Rusty, ancora impegnato nella sua guerra contro gli altri membri della sua specie: gli chiede di accedere al suo database, e scopre che la donna di vetro ha l'aspetto della fondatrice di "Testimonianza", una fondazione creata dagli umani del futuro che estrae temporaneamente le persone in procinto di morire dalla loro linea del tempo per registrarne e conservarne le memorie. Queste memorie vengono poi proiettate su avatar di vetro, come era stato fatto con Bill.
Un po' deluso per la mancanza di nemici da combattere, il Dodicesimo Dottore accetta di riportare il Capitano, che finalmente si presenta come Archibald Lethbridge-Stewart, al tempo e luogo della sua morte sul campo di battaglia; i Dottori e la donna di vetro sono nascosti alla vista degli eserciti da filtri percettivi. Il tempo riparte, e Archibald sembra di nuovo bloccato in un duello mortale, quando sente dei canti levarsi da entrambi gli schieramenti: è la tregua di Natale del 1914, e il Capitano e il suo avversario vengono entrambi tratti in salvo. Il Dodicesimo Dottore spiega di aver viaggiato qualche ora oltre il momento previsto per salvare anche solo poche vite, e che ogni tanto la presenza di un Dottore può permettere al bene di vincere. È quanto basta per convincere il Primo Dottore del ruolo che dovrà avere nelle sue vite future: a bordo del suo TARDIS, torna in Antartide, dove si rigenera nel Secondo Dottore.
Il Dodicesimo Dottore resta solo con l'avatar di Bill, che sostiene di non essere diversa dalla Bill originale in quanto una persona non è che la somma delle proprie memorie. Dopo aver ricevuto i saluti di Clara Oswald e Nardole, entrambi sotto forma di avatar di vetro, il Dottore, finalmente pronto ad affrontare la sua quattordicesima rigenerazione, torna nel TARDIS e ripete ad alta voce consigli e valori da ricordare per la sua prossima incarnazione. Il processo giunge infine al suo termine: il nuovo Dottore si specchia in uno schermo e con soddisfazione scopre di avere un aspetto femminile. Improvvisamente, la console del TARDIS esplode, e il Tredicesimo Dottore viene scaraventata fuori, in caduta libera nell'atmosfera.
- Cast: Peter Capaldi (Dodicesimo Dottore), David Bradley (Primo Dottore), Lily Travers (Polly), Jared Garfield (Ben), Mark Gatiss (Il Capitano), Pearl Mackie (Bill Potts), Nikki Amuka-Bird (Donna di vetro), Toby Whithouse (Soldato tedesco), Nicholas Briggs (Voce dei Dalek), Matt Lucas (Nardole), Jenna Coleman (Clara Oswald), Jodie Whittaker (Tredicesimo Dottore)

### Curiosità
- Rusty il Dalek buono è comparso per la prima volta nell'episodio All'interno di un Dalek.
- Il pianeta di Villengard era già stato citato nell'episodio Il bambino vuoto dal Nono Dottore, egli stesso responsabile della sua distruzione.
- Il Capitano Archibald Lethbridge-Stewart si rivela essere un parente del Brigadiere Alistair Gordon Lethbridge-Stewart, uno dei più celebri alleati del Dottore nella serie classica.
- Mark Gatiss, che interpreta il Capitano Lethbridge-Stewart, è uno dei principali sceneggiatori della nuova serie di Doctor Who, e tale è pure Toby Whithouse, che interpreta il suo avversario sul campo di battaglia.
- Il Dodicesimo Dottore danneggia l'interno del suo TARDIS con la sua rigenerazione proprio come ha fatto il Decimo Dottore in La fine del tempo (seconda parte).

## Propositi
- Titolo originale: Resolution
- Scritto da: Chris Chibnall
- Diretto da: Wayne Yip
- Tipo di speciale: Speciale di Capodanno 2019.

### Trama
Nell'anno 2019 a Sheffield gli archeologi Lin e Mitch riportano accidentalmente in vita una letale forma di vita intelligente che è stata smembrata e sepolta in tre diversi continenti durante il IX secolo. Nel mentre, il Dottore e i suoi compagni si trovano a casa di Graham, dove ricompare dopo tanto tempo il padre di Ryan, Aaron, con un regalo per il figlio: un forno a microonde. Il Dottore viene allertato della presenza della creatura e con il TARDIS il gruppo si trasporta nei sotterranei dove stanno lavorando Lin e Mitch.
La creatura è ora scomparsa, ma il Dottore preleva un campione del muco che questa ha lasciato sul muro e lo analizza, scoprendo che si tratta di un Dalek. L'alieno si è in realtà attaccato alla schiena di Lin, dominandone la volontà e, dopo averla costretta a recuperare alcuni oggetti alieni, la conduce in una fabbrica dove ricostruisce il proprio guscio esterno in metallo.
Nel frattempo Aaron chiede perdono a Ryan, rendendosi conto di aver sbagliato tutto con lui.
Il Dottore e i suoi compagni ritrovano Lin, liberata dal controllo mentale del Dalek, e il Dottore sconfigge il Dalek servendosi del forno a microonde di Aaron. L'alieno prende possesso del corpo di Aaron, per costringere il Dottore a portarlo sul suo pianeta natale Skaro, ma lei invece riesce a scaraventarlo in una supernova. Aaron rischia di fare la stessa fine però Ryan, perdonandolo, lo attira nel Tardis, salavandolo.
- Cast: Jodie Whittaker (Tredicesimo Dottore), Bradley Walsh (Graham O'Brien), Tosin Cole (Ryan Sinclair), Mandip Gill (Yasmin Khan), Charlotte Ritchie (Lin), Nikesh Patel (Mitch), Daniel Adegboyega (Aaron)

## Revolution of the Daleks
- Scritto da: Chris Chibnall
- Diretto da: Lee Haven Jones
- Tipo di speciale: Speciale di Capodanno 2021.

### Trama
10 mesi dopo gli eventi di I bambini senza tempo, Graham, Ryan e Yaz non hanno ancora avuti contatti con il Dottore, che a loro insaputa è stata imprigionata su un asteroide lontano anni luce per diversi decenni. Scoprono che Jack Robertson ha finanziato dei "droni da difesa" basandosi sulle parti del Dalek che hanno sconfitto nel 2019 (Propositi), e li ha concessi alla politica Jo Patterson per poter essere utilizzati nel suo collegio elettorale. Quest'ultima, che dovrebbe essere eletta Primo Ministro, chiede a Robertson di aumentare la produzione dei droni in modo che possano essere implementati a livello nazionale. Lo scienziato Leo Rugazzi scopre cellule organiche nei resti del Dalek e le clona creando una creatura vivente. Leo mostra la nuova creatura a Robertson, ma quest'ultimo ne ordina immediatamente la distruzione. Prima che possa incenerire la creatura, questa prende il controllo della mente e del corpo di Leo. Leo, controllato dal Dalek, si reca a Osaka, in Giappone , dove dei cloni di Dalek vengono già coltivati in una struttura.
Il Dottore riesce ad evadere di prigione grazie all'aiuto del capitano Jack Harkness, e tornati al TARDIS si riuniscono ai suoi compagni e vengono a conoscenza della nuova minaccia Dalek. Jack e Yaz indagano sulla struttura in Giappone mentre il Dottore, Graham e Ryan affrontano Robertson. Si incontrano tutti in Giappone, dove il Dalek rivela il suo piano per conquistare la Terra. I cloni Dalek vengono trasportati nei droni di difesa che iniziano a sterminare gli umani, oltre ad uccidere Patterson.
Il Dottore invia un segnale che possa raggiungere uno squadrone della morte di Dalek. Quest'ultimi eliminano i Dalek della Terra perché non li considerano puri in quanto presentano tracce di DNA umano. Impressionato dalla loro intelligenza, Robertson decide di stringere un'alleanza con i Dalek e rivela che è stato Dottore a convocarli. Jack, Graham e Ryan si infiltrano nella nave dei Dalek per farla esplodere. Il Dottore inganna i Dalek nell'entrare nell'altro TARDIS, programmato per collassare su se stesso e distruggersi. Robertson afferma debolmente di aver agito come "esca" tradendo il Dottore, prima di usare il suo incontro con i Dalek per ripristinare la sua reputazione pubblica.
Dopo che Jack è partito per raggiungere Gwen Cooper, il Dottore si prepara a riprendere il viaggio con i suoi compagni. Tuttavia, Ryan annuncia la sua decisione di rimanere sulla Terra e Graham decide di rimanere con suo nipote. Si separano di conseguenza dal Dottore, che regala loro una carta psichica. Il Dottore e Yaz continuano le loro avventure insieme, mentre Ryan e Graham decidono di utilizzare la loro nuova carta psichica per indagare su strani fenomeni sulla Terra. Graham tenta di aiutare Ryan ad andare in bicicletta come facevano prima di incontrare il Dottore e vedono una visione di Grace O'Brien che veglia su di loro.
- Cast: Jodie Whittaker (Tredicesimo Dottore), Bradley Walsh (Graham O'Brien), Tosin Cole (Ryan Sinclair), Mandip Gill (Yasmin Khan), John Barrowman (Jack Harkness), Chris Noth (Jack Robertson), Harriet Walter (Jo Patterson), Nathan Stewart-Jarrett (Leo Rugazzi), Nathan Armarkwei Laryea (Armen), Helen Anderson (Rachel), Nicholas Briggs (Daleks), Barnaby Edwards, Nicholas Pegg (Operatori Dalek), Sharon D Clarke (Grace O'Brien)

### Curiosità
- Jack Robertson, che ha conosciuto il Dottore e i suoi amici in Ragni nel Regno Unito, ricompare in questo episodio.

## Eve of the Daleks
- Scritto da: Chris Chibnall
- Diretto da: Annetta Laufer
- Tipo di speciale: Speciale di Capodanno 2022

### Trama
In un deposito a Manchester, a pochi minuti dalla mezzanotte dell'ultimo dell'anno, il Dottore, Yaz, Dan, la proprietaria della struttura Sarah e il suo cliente Nick rimangono coinvolti in un loop temporale in cui vengono continuamente sterminati dai Dalek. Il loop è provocato dal TARDIS, che il Dottore ha cercato di ripristinare per rimuovere i danni e le anomalie causate dal Flusso. Il Dottore si rende conto che ogni ripristino accorcia il ciclo temporale di un minuto e ipotizza che il ciclo collasserà a mezzanotte. I Dalek rivelano di aver rilevato la firma energetica del TARDIS e sono venuti per giustiziare il Dottore per le sue azioni in The Vanquishers. Sia il gruppo del Dottore che i Dalek tentano di imparare dai cicli precedenti per anticipare le prossime mosse dell'avversario. Durante il loop, Nick confessa a Sarah di essere innamorato di lei mentre Dan fa notare al Dottore che Yaz prova dei sentimenti per lei. Utilizzando fuochi d'artificio illegali e altri materiali immagazzinati nel deposito da un altro dipendente, il gruppo decide di creare una trappola che farà crollare la struttura con i loro nemici all'interno. Per evitare che i Dalek anticipino la mossa, si comportano in modo completamente diverso nel penultimo loop, prima di morire nuovamente. All'ultimo minuto prima di mezzanotte, mettono i materiali, insieme al cellulare di Sarah, nel posto sbagliato mentre scappano nel seminterrato. Spinti dal sentire la madre di Sarah chiamare il suo telefono, i Dalek sparano alla trappola e accendono i fuochi d'artificio, che fanno esplodere la struttura, eliminando i Dalek. Il TARDIS termina il ripristino e il Dottore e i suoi compagni partono per una nuova avventura, mentre Sarah e Nick decidono di viaggiare insieme per il mondo.
- Cast: Jodie Whittaker (Tredicesimo Dottore), Mandip Gill (Yasmin Khan), John Bishop (Dan Lewis), Aisling Bea (Sarah), Adjani Salmon (Nick), Pauline McLynn (Mary), Jonny Dixon (Karl)

## Legend of the Sea Devils
- Scritto da: Ella Road e Chris Chibnall
- Diretto da: Haolu Wang
- Tipo di speciale: Speciale di Pasqua 2022

### Trama
Nel 1807 in Cina, la pirata Madam Ching fa irruzione in un villaggio e, usando una gemma, libera involontariamente il diavolo del mare Marsissus da una statua di pietra. Marsissus uccide Ying Wai, il padre del giovane Ying Ki, che aveva il compito di tenere contenuto Marsissus. Il Dottore, Yaz e Dan arrivano per affrontare Marsissus. Ying Ki e Dan prendono la gemma, si separano dagli altri e raggiungoml la nave di Ching. Ching rivela che sta cercando il tesoro del leggendario Ji-Hun (scomparso alla ricerca del tesoro di Flor de la Mar ) perché ne ha bisogno per pagare il riscatto per il suo equipaggio rapito. I Diavoli del mare scatenano un leviatano, l'Huasen, sulla nave di Ching.
Il Dottore e Yaz tornano col TARDIS indietro di 274 anni e assistono a un diavolo del mare che tradisce Ji-Hun a bordo della nave di quest'ultimo. Tornando al 1807, tentano inutilmente di ritrovare la nave naufragata. L'Huasen porta il TARDIS nella tana sottomarina dei Diavoli del mare. Quest'ultimi cercano la gemma, la Chiave di volta, per portare a termine il loro piano. Fingendo di averla, il Dottore e Yaz la usano come leva per salire a bordo della nave di Ji-Hun, che è stata dotata di tecnologia aliena. Scoprono che Ji-Hun è ancora vivo e che è stato tenuto in stasi. Egli rivela di aver ingannato i Diavoli del mare nel loro accordo. Marsissus smaschera il bluff del Dottore, sostenendo che l'Huasen ha individuato la Chiave di volta.
Ji-Hun, il Dottore e Yaz salgono a bordo della nave di Ching. Ji-Hun scopre che Ying Ki è il discendente del membro più fidato del suo equipaggio Lei Bao a cui aveva dato la chiave di volta. Marsissus prende la chiave di volta da Ying Ki proprio mentre il Dottore capisce che il piano dei Diavoli del mare è di usarla per inondare la Terra.
I 6 combattono i Diavoli del mare a bordo della nave di Ching. Il Dottore manomette la tecnologia della nave di Ji-Hun, ma per distruggerla è necessario tenere insieme due cavi. Il Dottore si offre volontario per restare indietro mentre gli altri fuggono, ma Ji-Hun decide di sacrificarsi al posto suo.
Madam Ching annuncia di aver recuperato abbastanza tesoro per pagare il riscatto e farà di Ying Ki un membro del suo equipaggio. Dan lascia un messaggio per la sua amata Diane ed è sorpreso quando lei lo richiama. Il Dottore, che aveva riconosciuto i sentimenti di Yaz per lei sulla nave di Ji-Hun, esprime solennemente il suo desiderio di poter trascorrere più tempo con Yaz.
- Cast: Jodie Whittaker (Tredicesimo Dottore), Mandip Gill (Yasmin Khan), John Bishop (Dan Lewis), Marlowe Chan-Reeves (Ying Ki), Crystal Yu (Madam Ching), Craige Els (Capo dei Diavoli del mare), Arthur Lee (Ji-Hun), David K. S. Tse (Ying Wai)

## The Power of the Doctor
- Titolo originale: The Power of The Doctor
- Scritto da: Chris Chibnall
- Diretto da: Jamie Magnus Stone
- Tipo di speciale: Speciale per il centenario della BBC.

### Trama
Il Dottore e i suoi compagni Dan e Yaz salvano un treno spaziale da un attacco dei Cyber-Maestri, ma Dan viene quasi ucciso durante la fuga.  Avendo sviluppato un senso del pericolo, Dan si separa dal Dottore per tornare a vivere la sua vita. Un Dalek rinnegato contatta il Dottore, offrendo informazioni su un complotto di Dalek per distruggere l'umanità.
Gli ex compagni del Dottore Tegan Jovanka e Ace indagano sul rapimento di una dozzina dei più importanti sismologi del mondo e sull'aggiunta del volto di Rasputin che deturpa quindici dipinti famosi.  Kate Stewart invita il Dottore al quartier generale della UNIT per incontrare Tegan e Ace e discutere le loro scoperte.  Il Dottore chiarisce che il nuovo volto nei dipinti è in realtà quello del Maestro, con cui va a confrontarsi.
Il Dottore scopre che il Maestro e i suoi Cyber-Maestri si sono alleati con i Dalek per porre fine all'umanità nel presente innescando eruzioni da tutti i vulcani della Terra contemporaneamente.  Il Dottore incontra il rinnegato Dalek, scoprendo che gli altri Dalek gli hanno permesso di contattarla per catturarla, cosa che fanno dopo aver ucciso il loro simile traditore.
La UNIT arresta il Maestro, che rivela di aver inviato una versione miniaturizzata del Cyberman Ashad a Tegan, che pensava fosse un avvertimento del Dottore.  Questo si ingrandisce e funge da portale portando Ashad e un gran numero di Cybermen nel quartier generale della UNIT, liberando il Maestro.  I Dalek portano il Dottore nella Russia del 1916 e la consegnano al Maestro, che usa la tecnologia Gallifreyana e il Qurunx (un essere energetico reso suo schiavo) per costringerla a rigenerarsi in lui.  Nella sua mente, il Dottore incontra manifestazioni della sua prima, quinta, sesta, settima e ottava incarnazione, che la informano che potrebbe essere possibile annullare la rigenerazione forzata con un aiuto esterno.
Un programma di intelligenza artificiale creato dal Dottore, utilizzando le immagini del Quinto, Settimo e Tredicesimo Dottore, porta Ace a incontrare l'ex compagno Graham O'Brien e distruggere la macchina del vulcano Dalek mentre Tegan l distrugge il convertitore Cyberman e CyberMasters nel quartier generale della UNIT proprio mentre stanno per convertire Kate. Yaz e il precedente alleato Vinder grazie all'immagine del Fugitive Doctor riesce a catturare il Maestro e fargli annullare la trasformazione del Dottore. Ormai sconfitto, il Maestro ferisce mortalmente il Dottore con il raggio di energia del Qurunx, che colpisce anche se stesso apparentemente uccidendosi mentre il Dottore incomincia a rigenerarsi.
Il Dottore porta Yaz a casa prima di partire da sola. Yaz frequenta un gruppo di supporto di ex compagni tra cui Graham, Dan, Kate, Ace, Tegan, Ian Chesterton, Jo Jones e Melanie Bush. Il Dottore si reca su una scogliera dove si rigenera fiducioso della prossima persona che diverrà e che sarà in buone mani. Alla fine del processo, il Dottore rimane basito nello scoprire che oltre al suo corpo si sono rigenerati anche i suoi vestiti per poi rendersi conto di avere un aspetto familiare: quello della sua decima incarnazione.
- Cast: Jodie Whittaker (Tredicesimo Dottore), Mandip Gill (Yasmin Khan), John Bishop (Dan Lewis), Sophie Aldred (Ace), Janet Fielding (Tegan Jovanka), Sacha Dhawan (Il Maestro), Jemma Redgrave (Kate Stewart), Jacob Anderson (Vinder), Patrick O'Kane (Ashad), Joe Sims (Arnhost), Sanchia McCormack (Halaz), Anna Andresen (Alexandra), Richard Dempsey (Nicholas), David Bradley (Primo Dottore), Colin Baker (Sesto Dottore), Peter Davison (Quinto Dottore), Paul McGann (Ottavo Dottore), Sylvester McCoy (Settimo Dottore), Jo Martin ("Dottore Fuggitivo"), Bradley Walsh (Graham O'Brien), Bonnie Langford (Melanie Bush), Katy Manning (Jo Jones), William Russell (Ian Chesterton), David Tennant (Quattordicesimo Dottore)

### Curiosità
- Questo speciale celebra il 100º anniversario della nascita della BBC, e presenta il ritorno di diversi attori nei loro ruoli di Dottori e compagni dalla serie classica.